# Olympische Sommerspiele 2008/Leichtathletik – Marathon (Männer)

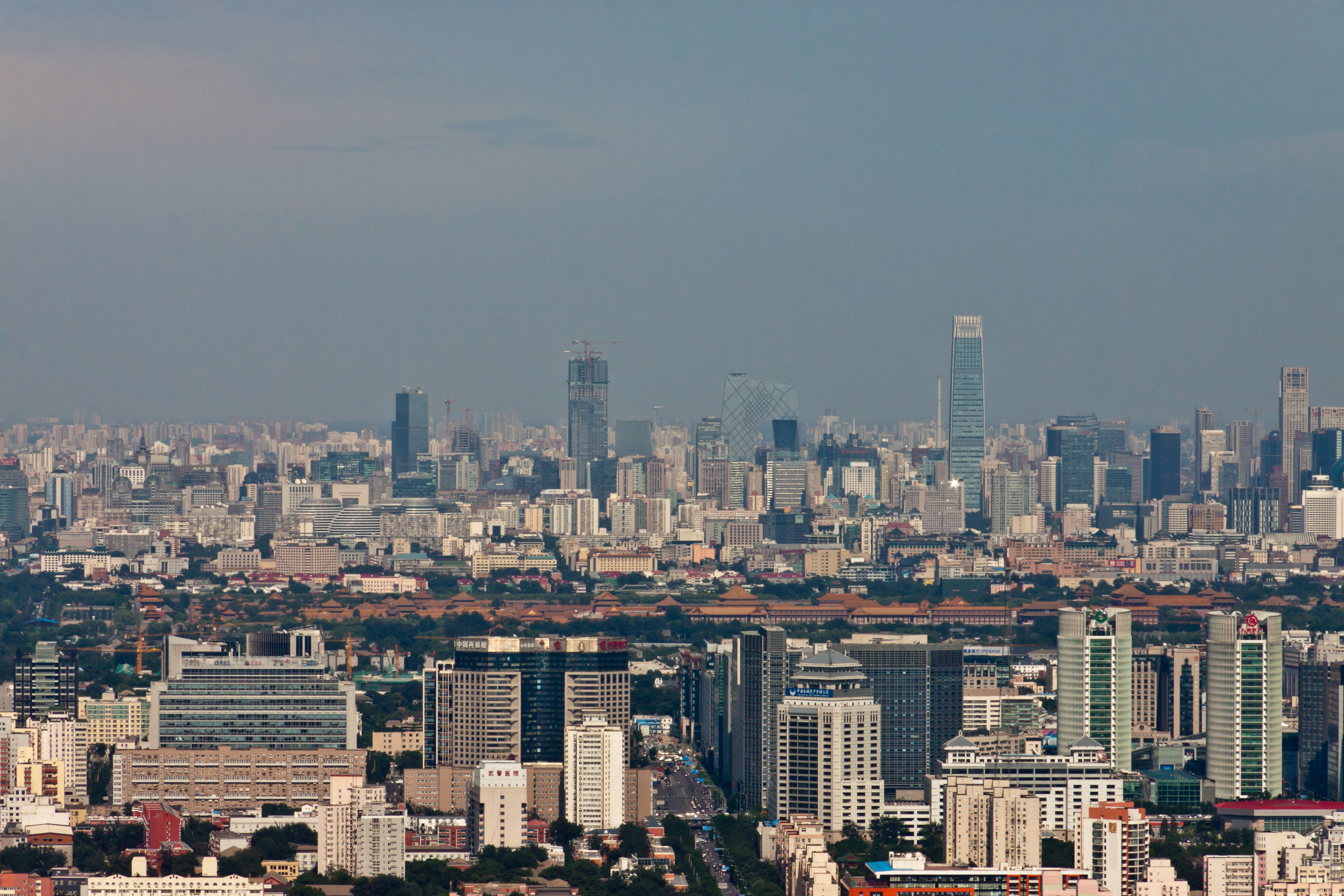
Blick auf die City von Peking im Jahr 2012

Der Marathon der Männer bei den Olympischen Spielen 2008 fand am 24. August 2008 in Peking, China statt und war der dritte World Marathon Majors des Jahres. 95 Athleten nahmen daran teil.
Wie auch auf den Bahn-Langstrecken gab es ausschließlich Medaillengewinner aus Afrika. Die Goldmedaille gewann der Kenianer Samuel Kamau Wanjiru vor Jaouad Gharib aus Marokko. Der Äthiopier Tsegay Kebede errang Bronze.

## Titelträger
| Olympiasieger 2004               | Stefano Baldini ( Italien)                   | 2:10:55 h                                    | Athen 2004          |
| Weltmeister 2007                 | Luke Kibet Bowen ( Kenia)                    | 2:15:59 h                                    | Ōsaka 2007          |
| Europameister 206                | Stefano Baldini ( Italien)                   | 2:11:31 h                                    | Göteborg 2006       |
| Panamerikameister 2007           | Franck de Almeida ( Brasilien)               | 2:14:03 h                                    | Rio de Janeiro 2007 |
| Zentralamer.-/Karib*meister 2008 | Marathonlauf nicht im Meisterschaftsprogramm | Marathonlauf nicht im Meisterschaftsprogramm | Cali 2008           |
| Südamerikameister 2007           | Marathonlauf nicht im Meisterschaftsprogramm | Marathonlauf nicht im Meisterschaftsprogramm | São Paulo 2007      |
| Asienmeister 2007                | Marathonlauf nicht im Meisterschaftsprogramm | Marathonlauf nicht im Meisterschaftsprogramm | Amman 2007          |
| Afrikameister 2008               | Marathonlauf nicht im Meisterschaftsprogramm | Marathonlauf nicht im Meisterschaftsprogramm | Addis Abeba 2008    |
| Ozeanienmeister 2008             | Tutea Degage ( Französisch-Polynesien)       | 1:17:38,67 h – Halbmarath.                   | Saipan 2008         |

## Rekorde

### Bestehende Rekorde
| Weltrekord         | 2:04:26 min | Haile Gebrselassie ( Äthiopien) | Berlin, Deutschland | 30. September 2007 |
| Olympischer Rekord | 2:09:21 h   | Carlos Lopes ( Portugal)        | OS Los Angeles, USA | 12. August 1984    |

### Rekordverbesserung
Der kenianische Olympiasieger Samuel Kamau Wanjiru verbesserte den bestehenden olympischen Rekord im Rennen am 24. August um 2:49 Minuten auf 2:06:32 h. Den Weltrekord verfehlte er um 2:06 Minuten.

## Ausgangssituation
Der Weltrekordler Haile Gebrselassie, der hier als Mitfavorit an den Start gegangen wäre, zog es vor, über 10.000 Meter anzutreten, um im Herbst wieder am Berlin-Marathon antreten zu können, bei dem er im Vorjahr seinen Weltrekord gelaufen war und wo es viel Geld zu verdienen gab. Aber natürlich gab es andere aussichtsreiche Medaillenkandidaten. Zu ihnen zählten der amtierende Weltmeister Luke Kibet Bowen aus Kenia, Vizeweltmeister Mubarak Hassan Shami aus Katar, der WM-Dritte und Vizeeuropameister Viktor Röthlin aus der Schweiz, der marokkanische Weltmeister von 2005 Jaouad Gharib aus Marokko, der WM-Vierte von 2007 Yared Asmerom aus Eritrea, der japanische WM-Fünfte von 2007 und WM-Dritte von 2005 Tsuyoshi Ogata sowie der italienische Olympiasieger von 2004 und amtierende Europameister Stefano Baldini.

## Resultat

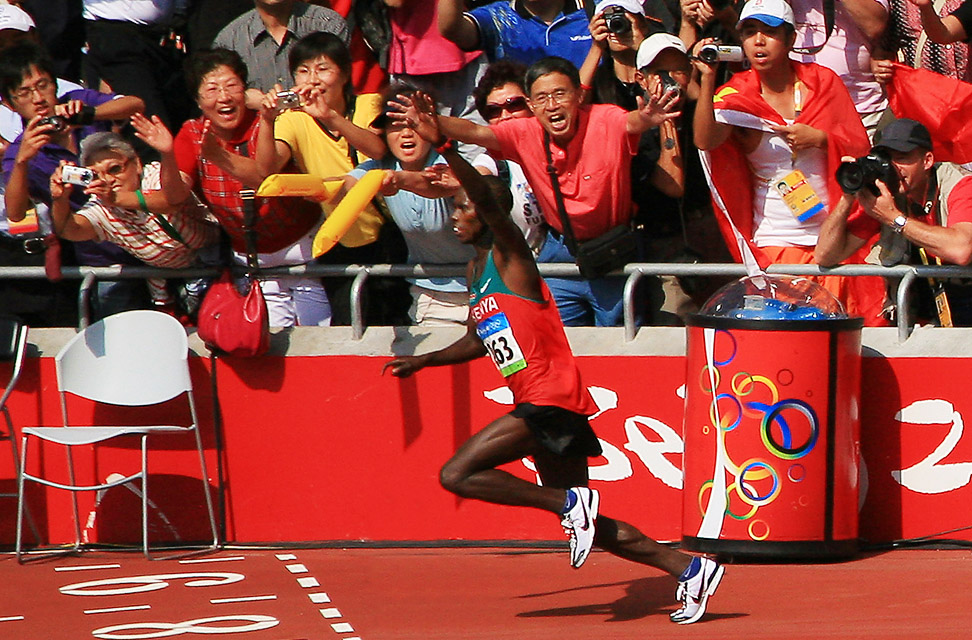
Samuel Kamau Wanjiru beim Zieleinlauf

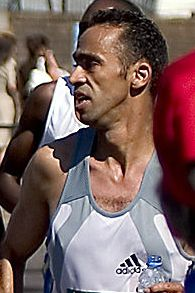
Silbermedaillengewinner Jaouad Gharib

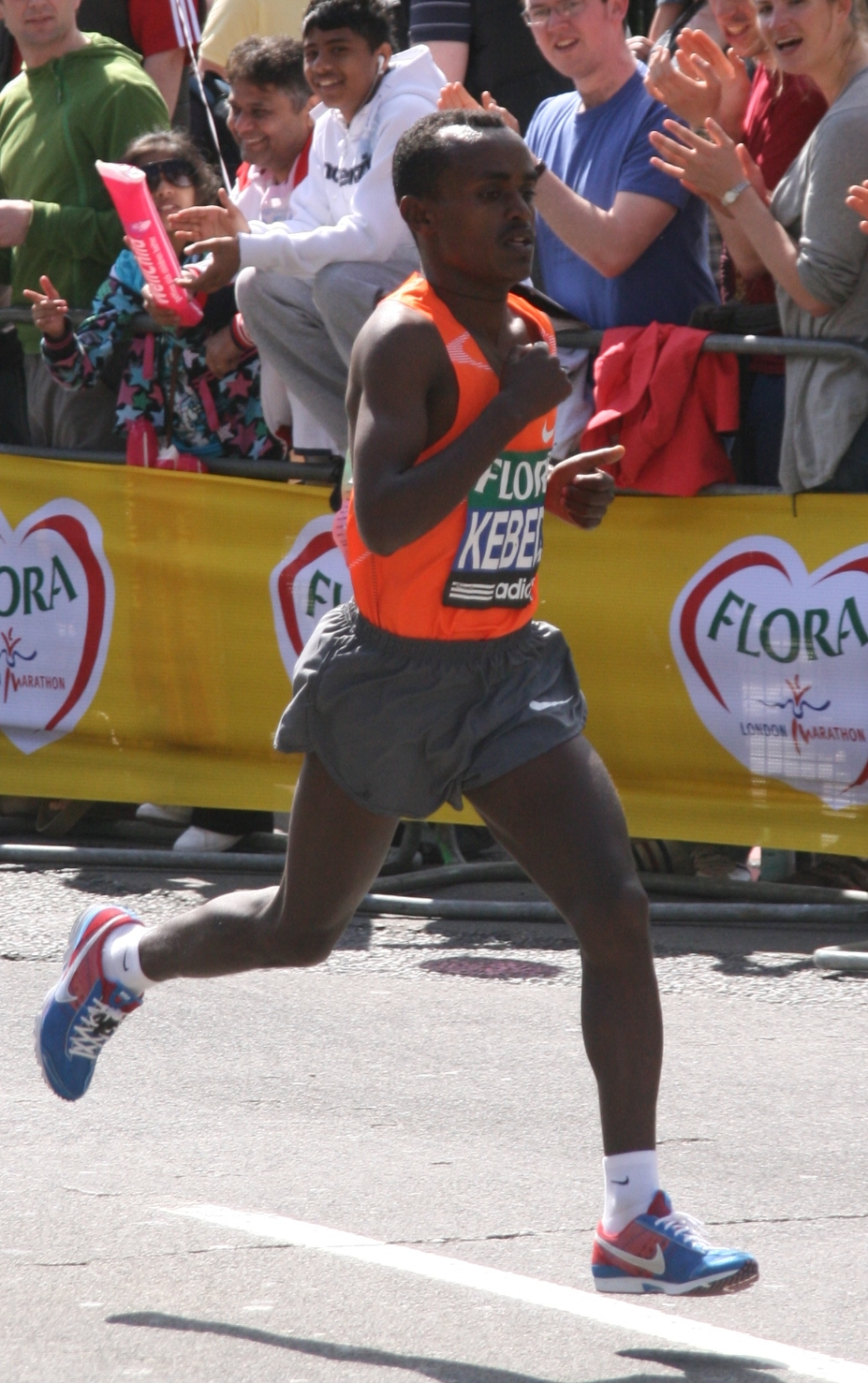
Bronzemedaillengewinner Tsegay Kebede

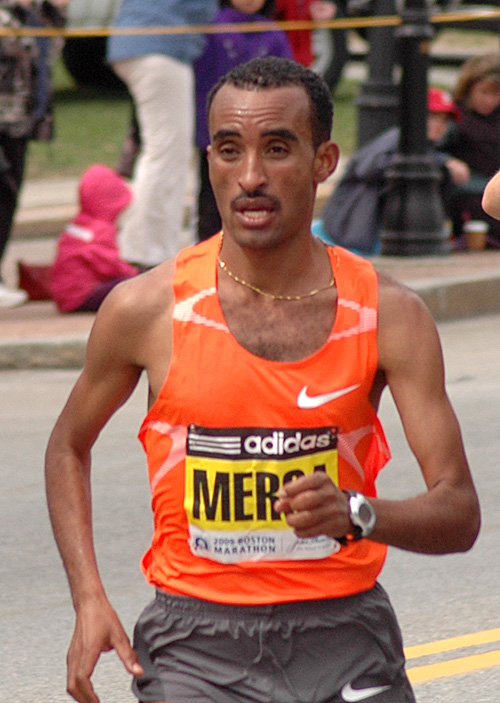
Der viertplatzierte Deriba Merga

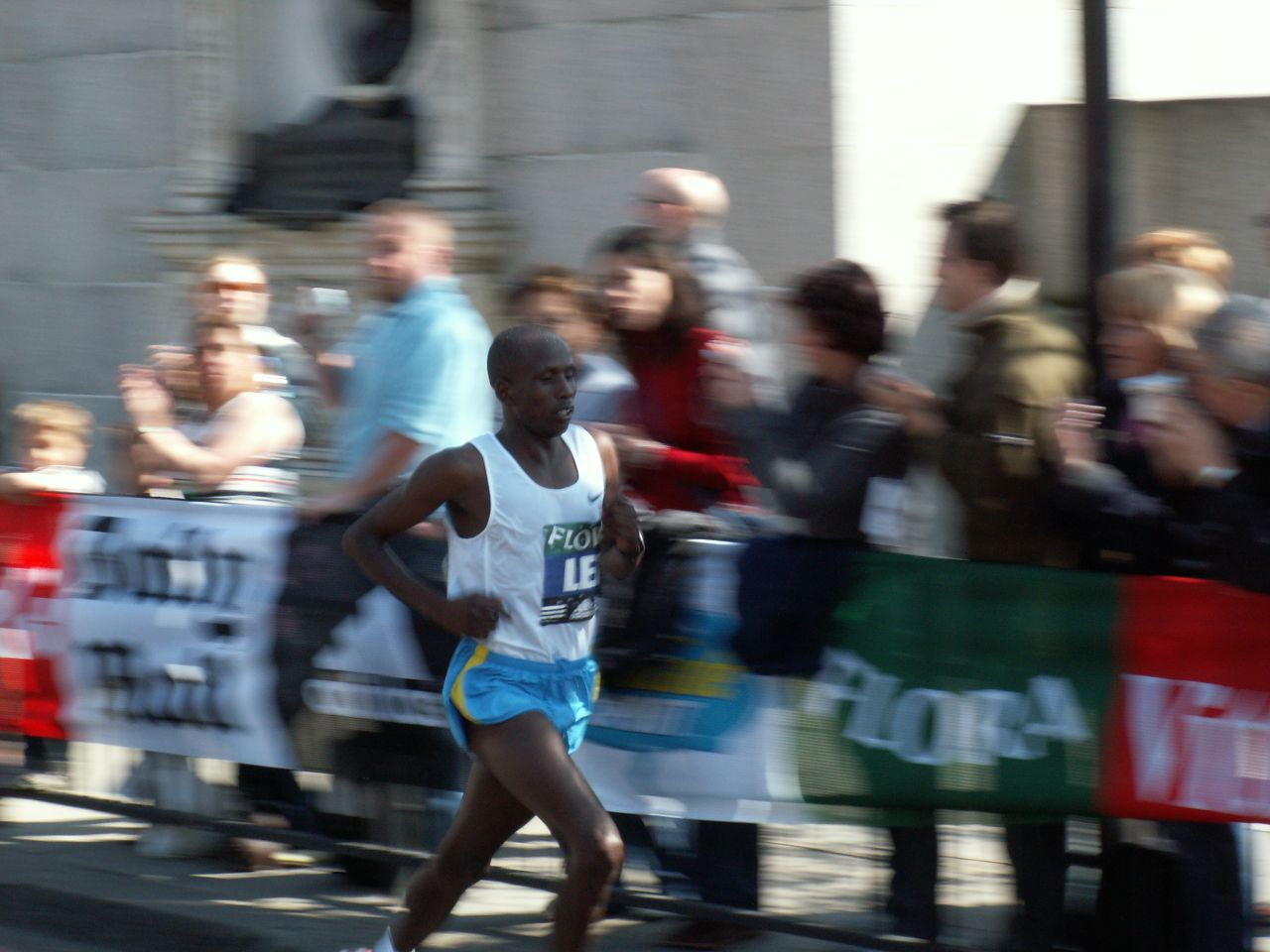
Martin Kiptoo Lel belegte Rang fünf

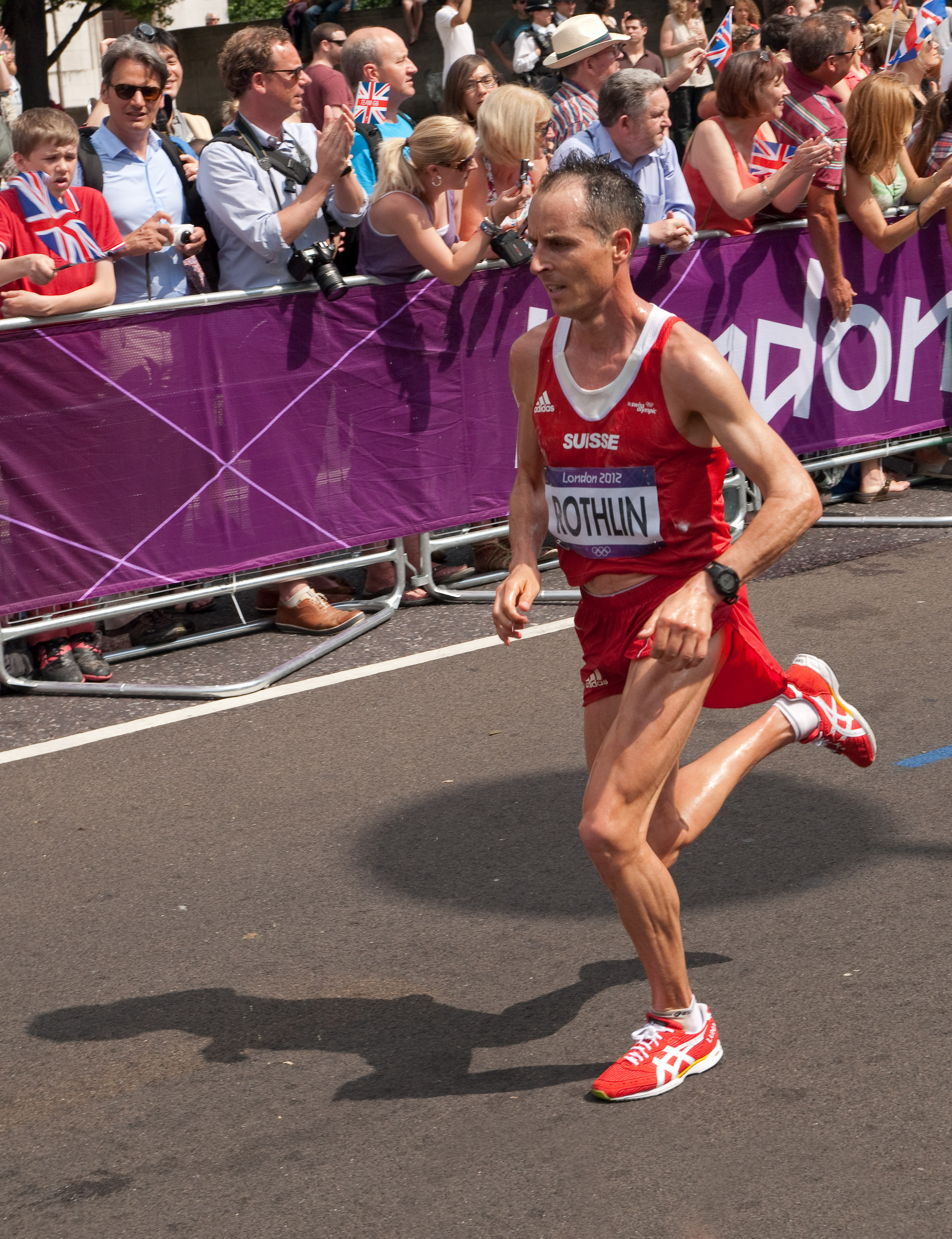
Viktor Röthlin kam auf den sechsten Platz

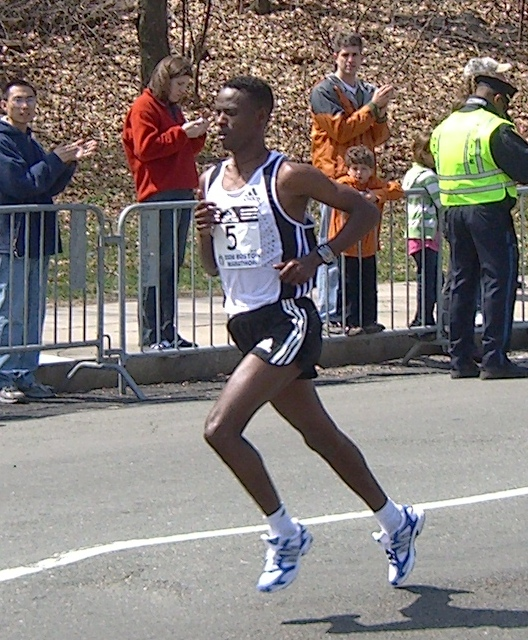
Rang sieben für Gashaw Asfaw

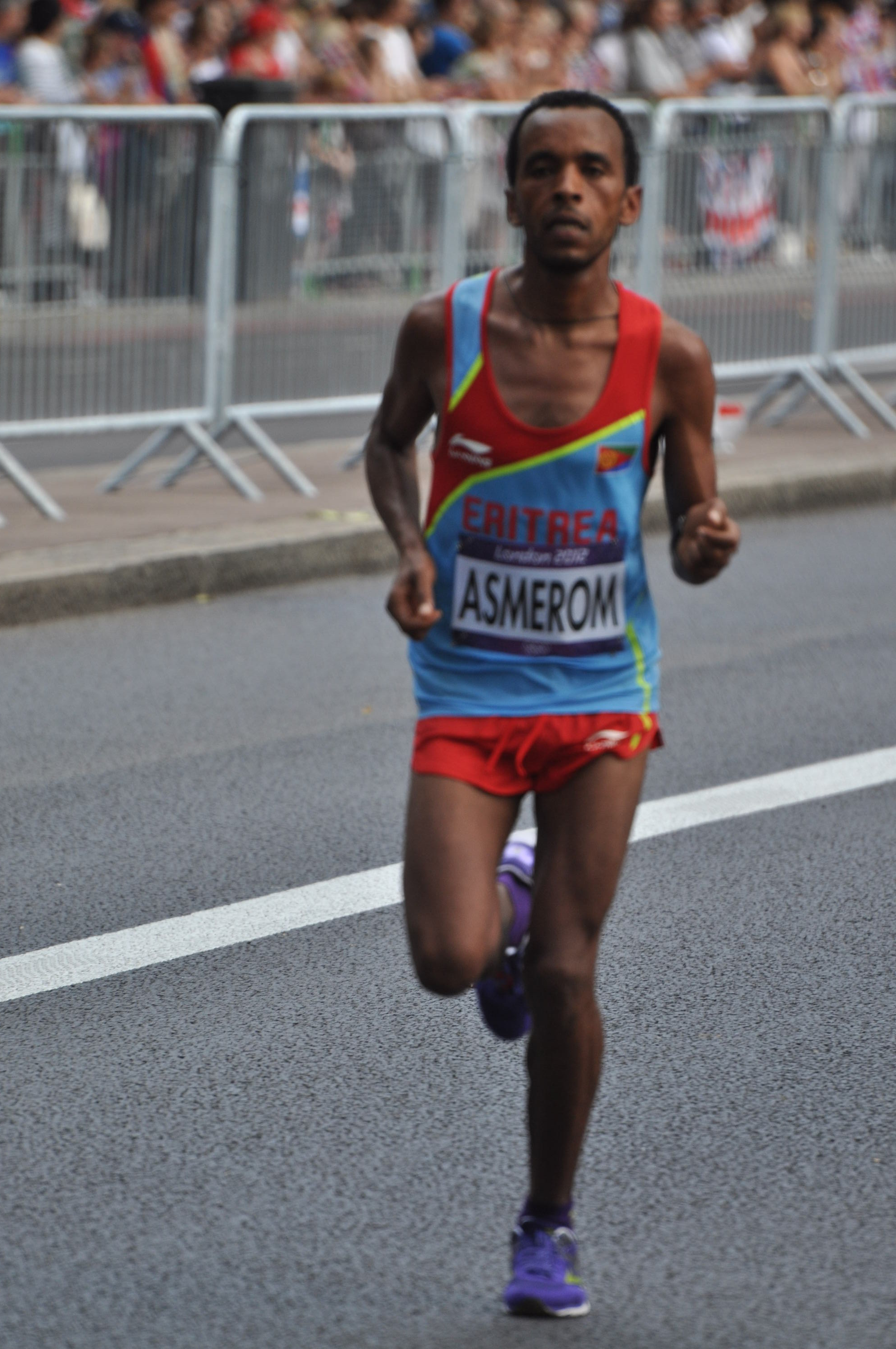
Yared Asmerom – Platz acht

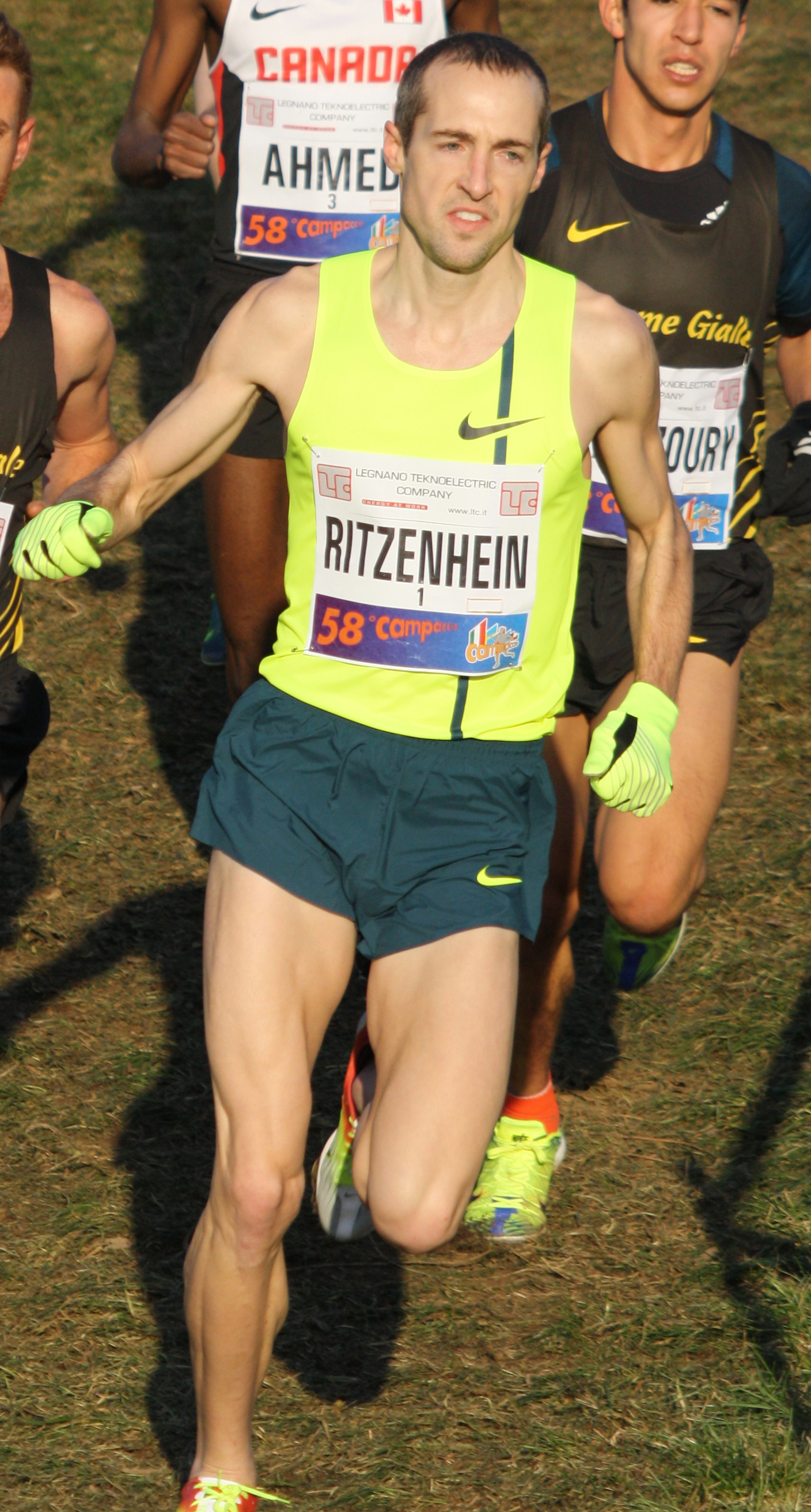
Dathan Ritzenhein
erreichte Platz neun

24. August 2008, 7:30 Uhr
| Zwischenzeiten      | Zwischenzeiten | Zwischenzeiten                                                           | Zwischenzeiten |
| Zwischenzeit- Marke | Zwischenzeit   | Führende(r)                                                              | 5-km-Zeit      |
| ------------------- | -------------- | ------------------------------------------------------------------------ | -------------- |
| 5 km                | 14:52 min      | Samuel Kamau Wanjiru                                                     | 14:52 min      |
| 10 km               | 29:25 min      | José Manuel Martínez in 9köpfiger Spitzengruppe                          | 14:33 min      |
| 15 km               | 44:36 min      | Martin Kiptoo Lel in 9köpfiger Spitzengruppe                             | 15:11 min      |
| 20 km               | 59:10 h00      | Deriba Merga in 5köpfiger Spitzengruppe                                  | 14:34 min      |
| 25 km               | 1:13:58 h00    | Yonas Kifle in 5köpfiger Spitzengruppe                                   | 14:48 min      |
| 30 km               | 1:29:14 h00    | Merga / Wanjiru 4 s vor Gharib und 5 s vor Lel                           | 15:16 min      |
| 35 km               | 1:44:37 h00    | Wanjiru / Merga 1 s vor Gharib                                           | 15:23 min      |
| 40 km               | 1:59:54 h00    | Wanjiru 18 s vor Gharib / Merga 1:57 min zurück / Kebede 2:43 min zurück | 15:17 min      |

| Platz | Athlet                 | Land                | Zeit (h) | Anmerkung |
| ----- | ---------------------- | ------------------- | -------- | --------- |
|       | Samuel Kamau Wanjiru   | Kenia               | 2:06:32  | OR        |
|       | Jaouad Gharib          | Marokko             | 2:07:16  |           |
|       | Tsegay Kebede          | Äthiopien           | 2:10:00  |           |
| 04    | Deriba Merga           | Äthiopien           | 2:10:21  |           |
| 05    | Martin Kiptoo Lel      | Kenia               | 2:10:24  |           |
| 06    | Viktor Röthlin         | Schweiz             | 2:10:35  |           |
| 07    | Gashaw Asfaw           | Äthiopien           | 2:10:52  |           |
| 08    | Yared Asmerom          | Eritrea             | 2:11:11  |           |
| 09    | Dathan Ritzenhein      | USA                 | 2:11:59  |           |
| 10    | Ryan Hall              | USA                 | 2:12:33  |           |
| 11    | Mike Fokoroni          | Simbabwe            | 2:13:17  | PB        |
| 12    | Stefano Baldini        | Italien             | 2:13:25  |           |
| 13    | Tsuyoshi Ogata         | Japan               | 2:13:26  |           |
| 14    | Grigori Andrejew       | Russland            | 2:13:33  |           |
| 15    | Ruggero Pertile        | Italien             | 2:13:39  |           |
| 16    | José Manuel Martínez   | Spanien             | 2:14:00  |           |
| 17    | Francis Kirwa          | Finnland            | 2:14:22  |           |
| 18    | Lee Myong-seung        | Südkorea            | 2:14:37  |           |
| 19    | Janne Holmén           | Finnland            | 2:14:44  |           |
| 20    | Abderrahim Goumri      | Marokko             | 2:15:00  |           |
| 21    | Alexei Sokolow         | Russland            | 2:15:57  |           |
| 22    | Brian Sell             | USA                 | 2:16:07  |           |
| 23    | Ottaviano Andriani     | Italien             | 2:16:10  |           |
| 24    | Dan Robinson           | Großbritannien      | 2:16:14  |           |
| 25    | Deng Haiyang           | Volksrepublik China | 2:16:17  |           |
| 26    | Abderrahime Bouramdane | Marokko             | 2:17:42  |           |
| 27    | Wassyl Matwijtschuk    | Ukraine             | 2:17:50  |           |
| 28    | Lee Bong-ju            | Südkorea            | 2:17:56  |           |
| 29    | Oleg Kulkow            | Russland            | 2:18:11  |           |
| 30    | Paulo Gomes            | Portugal            | 2:18:15  |           |
| 31    | Alex Malinga           | Uganda              | 2:18:26  |           |
| 32    | Carlos Cordero         | Mexiko              | 2:18:40  |           |
| 33    | Ri Kum-song            | Nordkorea           | 2:19:08  |           |
| 34    | Henryk Szost           | Polen               | 2:19:43  |           |
| 35    | José Amado García      | Guatemala           | 2:20:15  |           |
| 36    | Yonas Kifle            | Eritrea             | 2:20:23  |           |
| 37    | Nasar Sakar Saeed      | Bahrain             | 2:20:24  |           |
| 38    | José de Souza          | Brasilien           | 2:20:25  |           |
| 39    | Kamiel Maase           | Niederlande         | 2:20:30  |           |
| 40    | Pak Song-chol          | Nordkorea           | 2:21:16  |           |
| 41    | Iaroslav Mușinschi     | Moldau              | 2:21:18  |           |
| 42    | Kim Il-nam             | Nordkorea           | 2:21:51  |           |
| 43    | Juan Carlos Cardona    | Kolumbien           | 2:21:57  |           |
| 44    | Hendrick Ramaala       | Südafrika           | 2:22:43  |           |
| 45    | Arjun Kumar Basnet     | Nepal               | 2:23:09  | PB        |
| 46    | Hélder Ornelas         | Portugal            | 2:23:20  |           |
| 47    | Procopio Franco        | Mexiko              | 2:23:24  |           |
| 48    | Nelson Cruz            | Kap Verde           | 2:23:47  |           |
| 49    | Roberto Echeverría     | Chile               | 2:23:54  |           |
| 50    | Kim Yi-yong            | Südkorea            | 2:23:57  |           |
| 51    | Li Zhuhong             | Volksrepublik China | 2:24:08  |           |
| 52    | Bat-Otschiryn Ser-Od   | Mongolei            | 2:24:19  |           |
| 53    | Norman Dlomo           | Südafrika           | 2:24:28  |           |
| 54    | Arkadiusz Sowa         | Polen               | 2:24:48  |           |
| 55    | Samson Ramadhani       | Tansania            | 2:25:03  |           |
| 56    | Ndabili Bashingili     | Botswana            | 2:25:11  |           |
| 57    | Simon Munyutu          | Frankreich          | 2:25:50  |           |
| 58    | Antoni Bernadó         | Andorra             | 2:26:29  |           |
| 59    | Wu Wen-Chien           | Chinesisch Taipeh   | 2:26:55  |           |
| 60    | Lee Troop              | Australien          | 2:27:17  |           |
| 61    | Constantino León       | Peru                | 2:28:04  |           |
| 62    | Goran Stojiljković     | Mongolei            | 2:26:14  |           |
| 63    | Alfredo Arévalo        | Guatemala           | 2:28:26  |           |
| 64    | Yousuf Othman Qader    | Katar               | 2:28:40  |           |
| 65    | Franklin Tenorio       | Ecuador             | 2:29:05  |           |
| 66    | Francisco Bautista     | Mexiko              | 2:29:28  |           |
| 67    | Roman Kejžar           | Slowenien           | 2:29:37  |           |
| 68    | Joachim Nshimirimana   | Burundi             | 2:29:55  |           |
| 69    | Seteng Ayele           | Israel              | 2:30:07  |           |
| 70    | Takhir Mamashayev      | Kasachstan          | 2:30:26  |           |
| 71    | Abdil Ceylan           | Türkei              | 2:31:43  |           |
| 72    | José Ríos              | Spanien             | 2:32:35  |           |
| 73    | Hem Bunting            | Kambodscha          | 2:33:32  |           |
| 74    | Marcel Tschopp         | Liechtenstein       | 2:35:06  |           |
| 75    | Pavel Loskutov         | Estland             | 2:39:01  |           |
| 76    | Atsushi Satō           | Japan               | 2:41:08  |           |
| DNF   | Tesfayohannes Mesfin   | Eritrea             |          |           |
| DNF   | Julio Rey              | Spanien             |          |           |
| DNF   | Martin Fagan           | Irland              |          |           |
| DNF   | Al Mustafa Riyadh      | Bahrain             |          |           |
| DNF   | Ali Mabrouk El Zaidi   | Libyen              |          |           |
| DNF   | Marílson dos Santos    | Brasilien           |          |           |
| DNF   | Luke Kibet Bowen       | Kenia               |          |           |
| DNF   | Abdelhak Zakaria       | Bahrain             |          |           |
| DNF   | Luis Fonseca           | Venezuela           |          |           |
| DNF   | Oleksandr Sitkowskyj   | Ukraine             |          |           |
| DNF   | Franck de Almeida      | Brasilien           |          |           |
| DNF   | Andrei Gordejew        | Belarus             |          |           |
| DNF   | João N’Tyamba          | Angola              |          |           |
| DNF   | Moses Mosuhli          | Lesotho             |          |           |
| DNF   | Getuli Bayo            | Tansania            |          |           |
| DNF   | Mubarak Hassan Shami   | Katar               |          |           |
| DNF   | Tsotang Maine          | Lesotho             |          |           |
| DNF   | Clement Lebopo         | Lesotho             |          |           |
| DNF   | Oleksandr Kusyn        | Ukraine             |          |           |
| DNS   | Mohamed Ikoki Msandeki | Tansania            |          |           |
| DNS   | Satoshi Ōsaki          | Japan               |          |           |
| DNS   | Augusto Ramos Soares   | Osttimor            |          |           |

## Das Rennen
Angesichts der wenig leistungsfördernden äußeren Bedingungen in Peking mit Luftverschmutzung und hohen Temperaturen wurde das Rennen schon am frühen Morgen gestartet. Von Beginn an wurde dieser Marathonlauf in bedingungslos hohem Tempo gelaufen. Auf den ersten beiden Fünf-Kilometer-Abschnitten waren die Spitzenathleten schneller als fünfzehn Minuten und auch die beiden 5000-Meter-Teilstücke zwischen Kilometer fünfzehn und 25 wurden wiederum in weniger als fünfzehn Minuten gelaufen. Danach lagen diese Werte zwischen 15:11 und 15:23 min, also auch weiter in einem schnell gelaufenen Bereich.
Auf den ersten Kilometern bereits dominierten die Favoriten das Rennen. Vor allem die Kenianer Samuel Kamau Wanjiru und Martin Kiptoo Lel sowie der Mexikaner José Manuel Martínez sorgten für ein schnelles Tempo, sodass sich schon bald eine Spitzengruppe bildete, die sich nach zehn Kilometern auf neun Läufer reduzierte. Dies waren der Mexikaner Martínez, die Kenianer Wanjiru und Lel, die Äthiopier Deriba Merga und Tsegay Kebede, die Marokkaner Jaouad Gharib und Abderrahim Goumri sowie die Eritreer Yared Asmerom und Yonas Kifle. Nach zwanzig Kilometern waren bei weiter hohem Tempo mit Kifle, Wanjiru, Merga, Lel und Gharib noch fünf Läufer in der Gruppe verblieben. Weltmeister Kibet Bowen stieg nach ca. 29 Kilometern aus dem Rennen aus.
Der Wettbewerb ging schon vor Kilometer dreißig in eine entscheidende Phase. Zunächst setzten sich Wanjiru und Merga alleine ab. Gharib und Lel lagen etwa fünf Sekunden hinter ihnen, während Kifle weiter zurückfiel. Doch Gharib schloss wieder auf zu den beiden Führenden, sodass jetzt eine Dreiergruppe mit Wanjiru, Merga und Gharib an der Spitze lag. Wanjiru machte vorne weiter Druck und es gelang ihm schließlich, sich von seinen beiden Begleitern abzusetzen. Sein Vorsprung wuchs nach und nach an, während nun auch Merga Probleme bekam. Er verlor den Anschluss an Gharib. Bei Kilometer vierzig führte Wanjiru mit achtzehn Sekunden vor Gharib, Merga lag jetzt bereits weitere 1:35 min zurück. Dahinter folgte Kebede, dessen Abstand auf Merga 46 Sekunden betrug. Am Ende lief Samuel Kamau Wanjiru jubelnd ins Stadion und siegte in 2:06:32 h. Den olympischen Rekord des Portugiesen Carlos Lopes von 1984 unterbot er um 2:49 min. Mit 44 Sekunden Rückstand kam Jaouad Gharib als Zweiter ins Ziel und gewann die Silbermedaille. Der immer mehr nachlassende Merga erreichte das Stadion noch als Dritter, wurde jedoch auf der Laufbahn mühelos von seinem Landsmann Tsegay Kebede überspurtet, der sich 3:28 min hinter Wanjiru die Bronzemedaille sicherte. Deriba Merga konnte seinen vierten Platz 21 Sekunden hinter Merga mit drei Sekunden Vorsprung auf den fünftplatzierten Martin Kiptoo Lel gerade noch so halten. Als bester Nichtafrikaner wurde der Schweizer Viktor Röthlin, der sich das Rennen sehr gut eingeteilt hatte, elf Sekunden hinter Lel Sechster vor dem Äthiopier Gashaw Asfaw und Yared Asmerom.

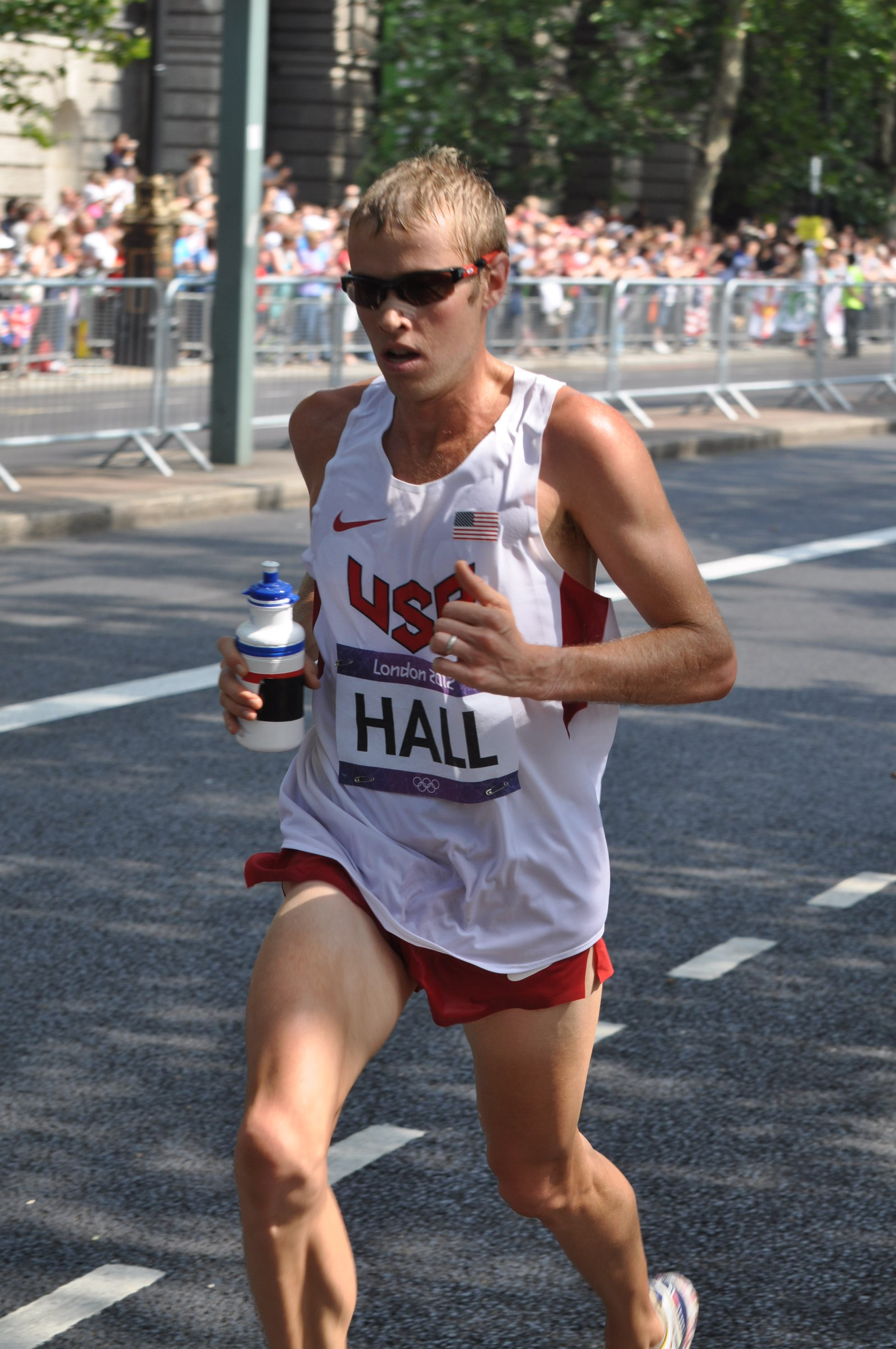
Der Olympiazehnte Ryan Hall
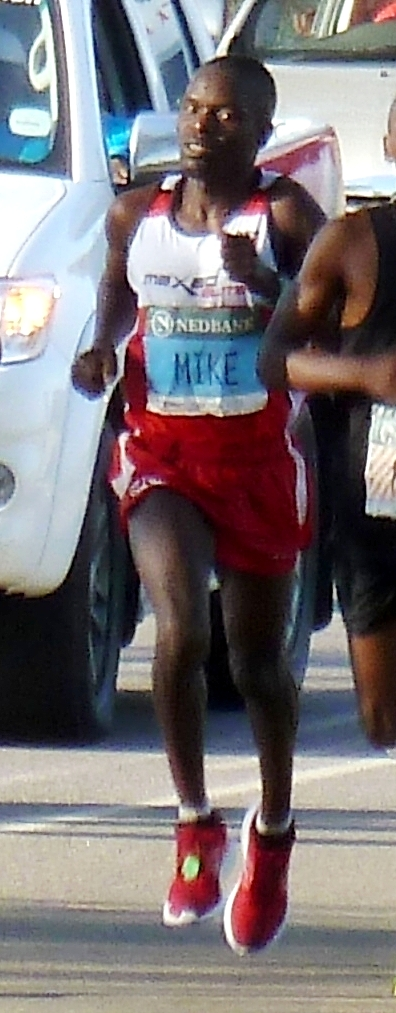
Mike Fokoroni – mit persönlicher Bestleistung auf dem elften Platz
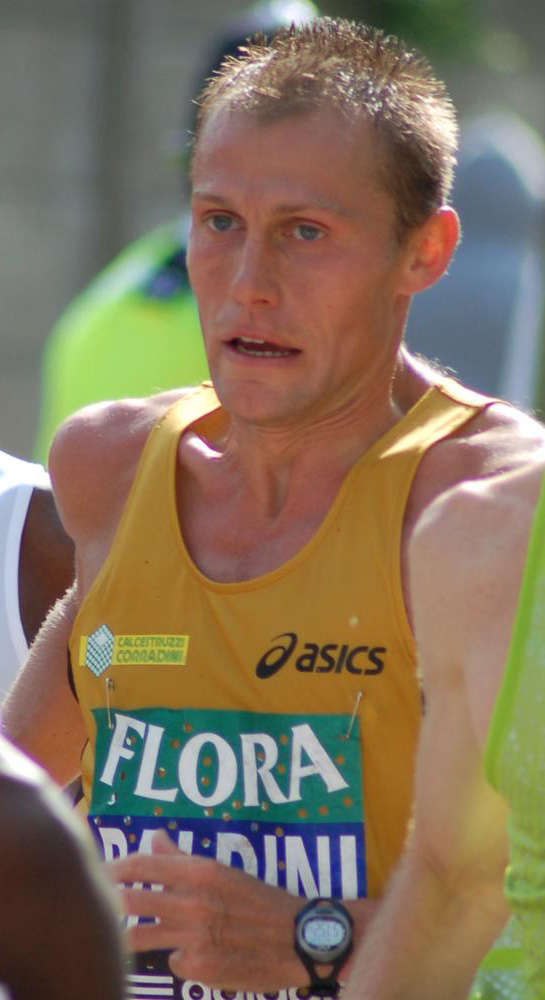
Der Sieger von 2004 Stefano Baldini musste sich mit Rang zwölf zufriedengeben
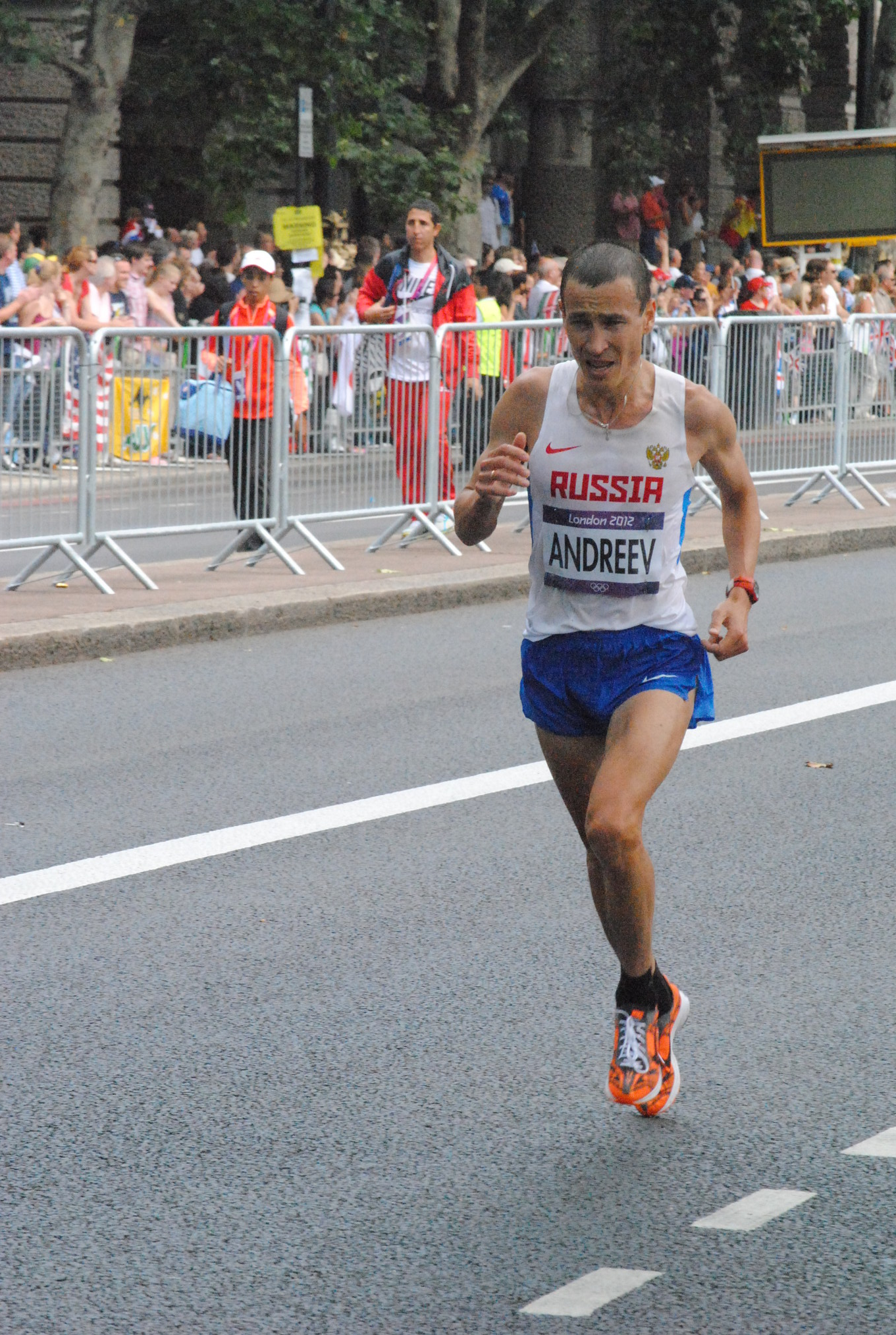
Grigori Andrejew wurde Vierzehnter
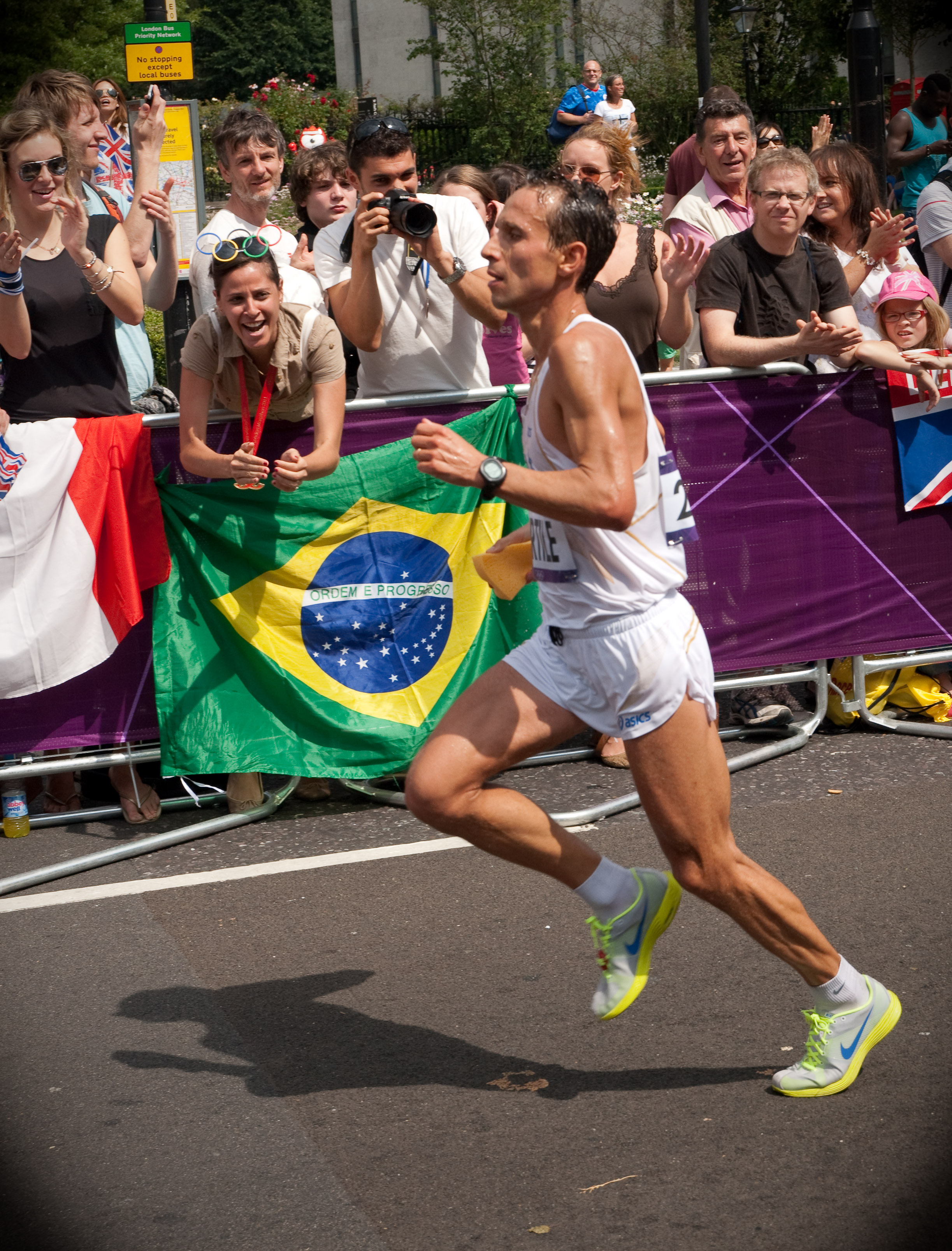
Ruggero Pertile – Rang fünfzehn
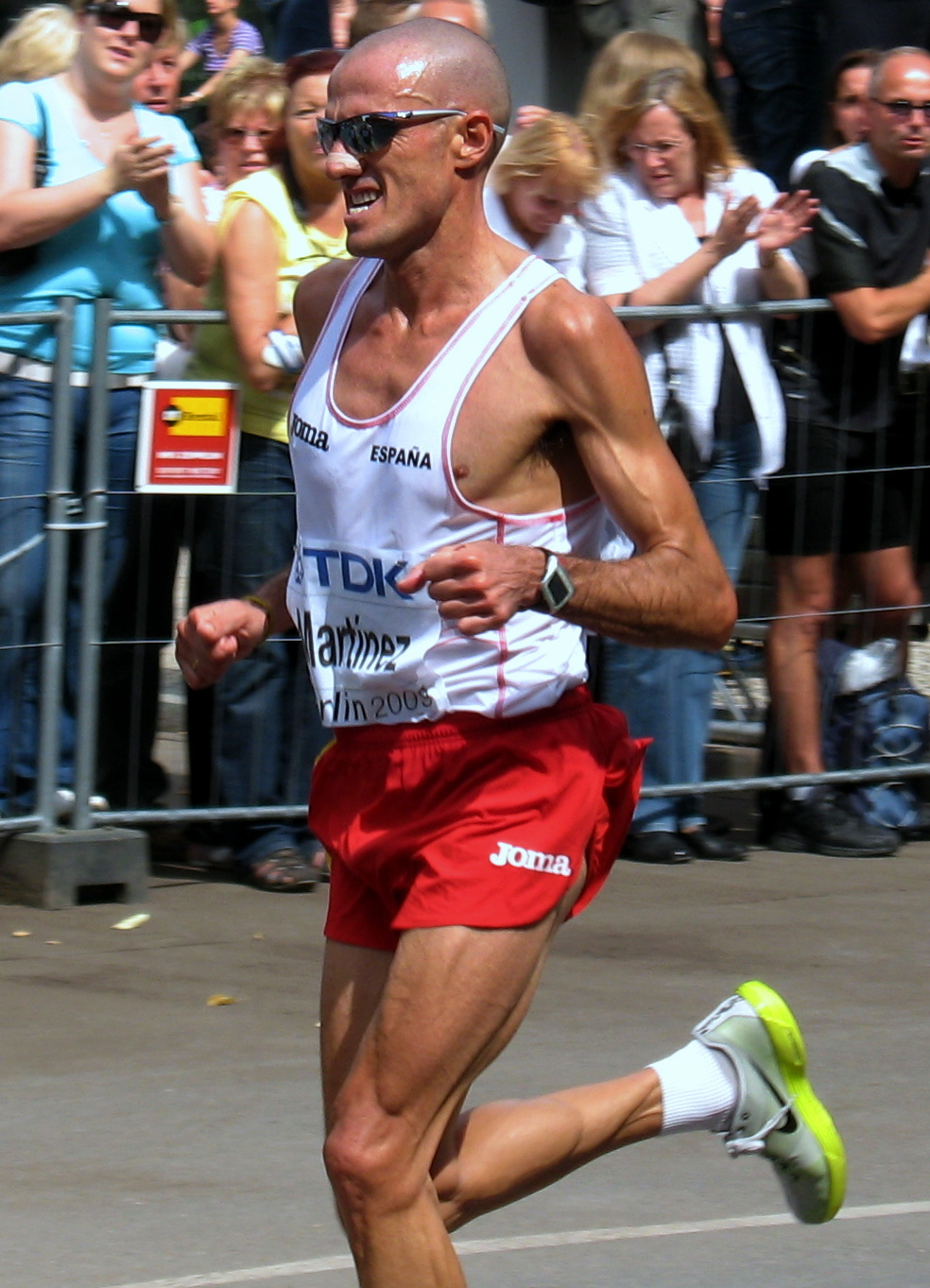
Platz sechzehn für José Manuel Martínez
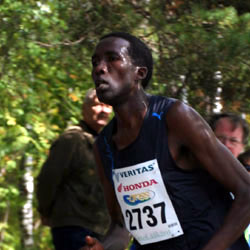
Francis Kirwa – Rang siebzehn
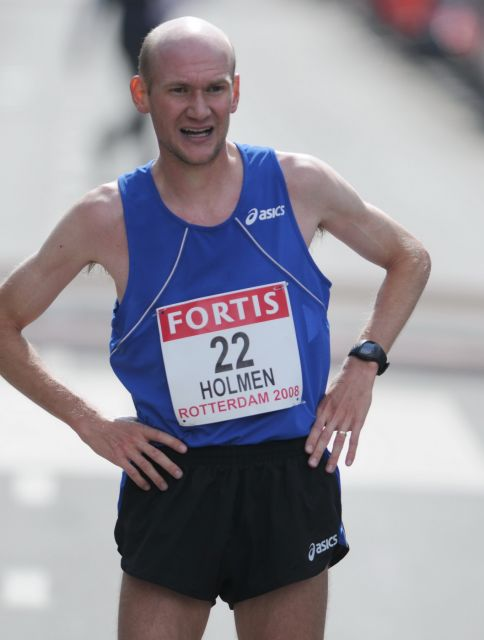
Janne Holmén – Rang neunzehn
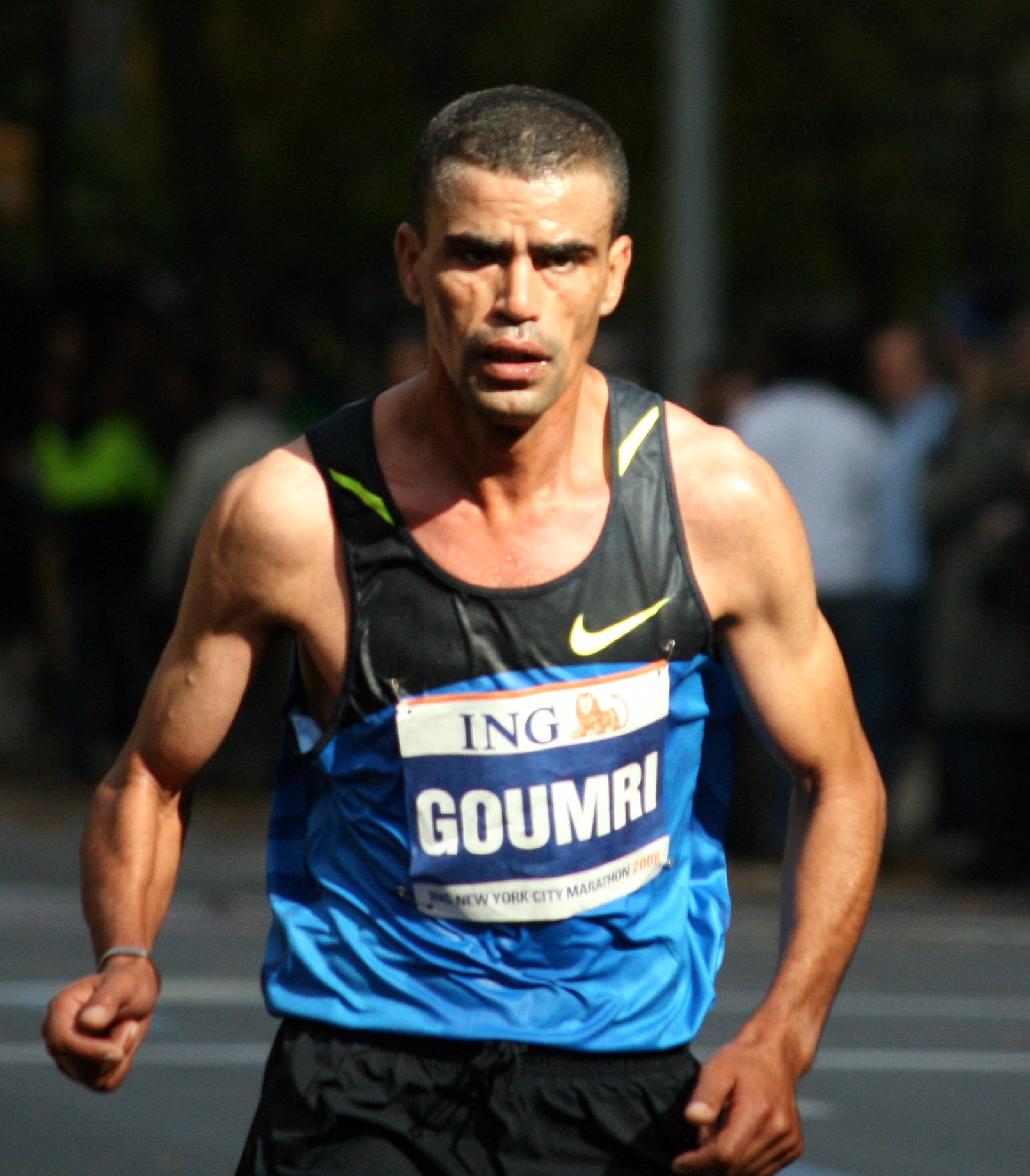
Abderrahim Goumri – Rang zwanzig
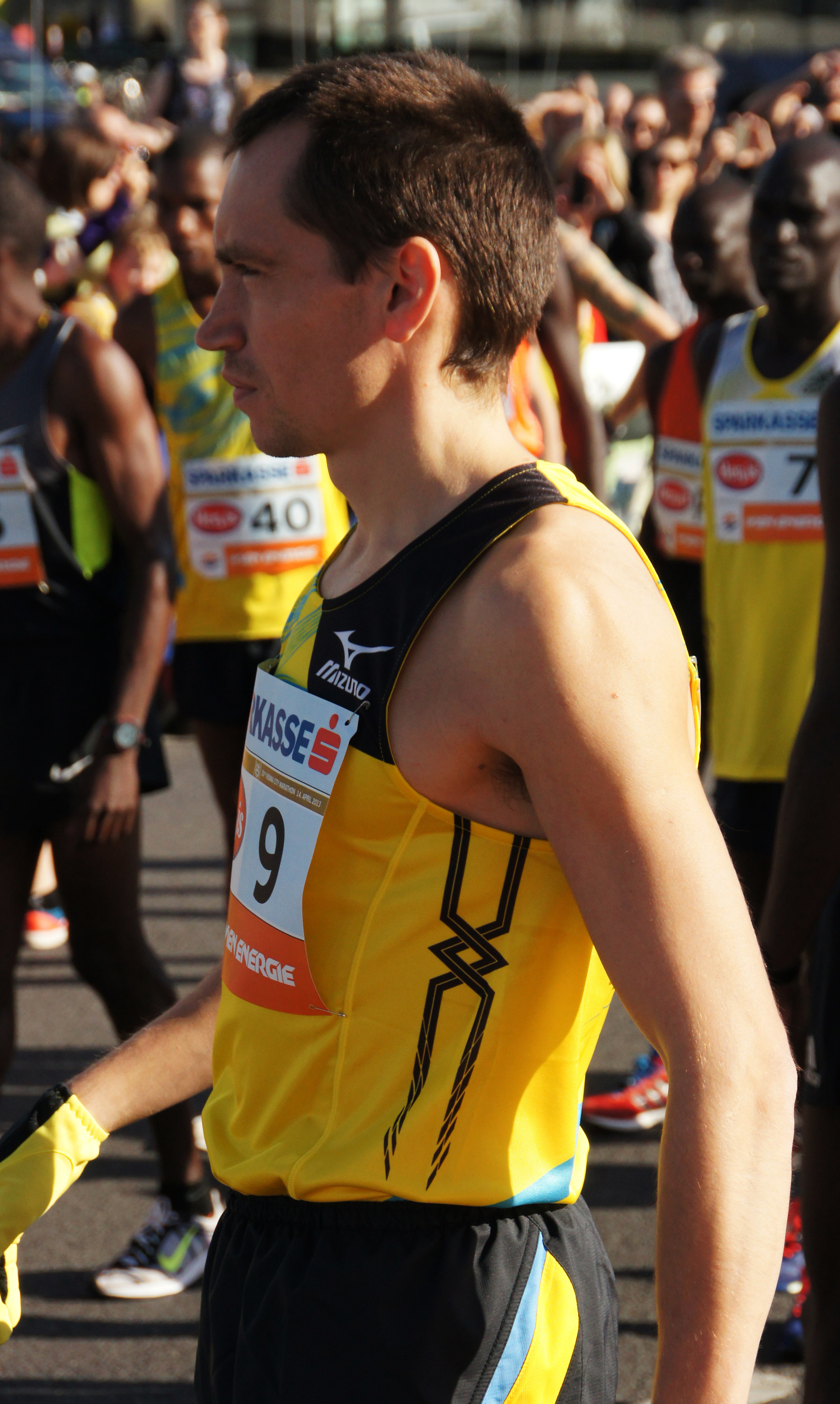
Alexei Sokolow – Rang 21
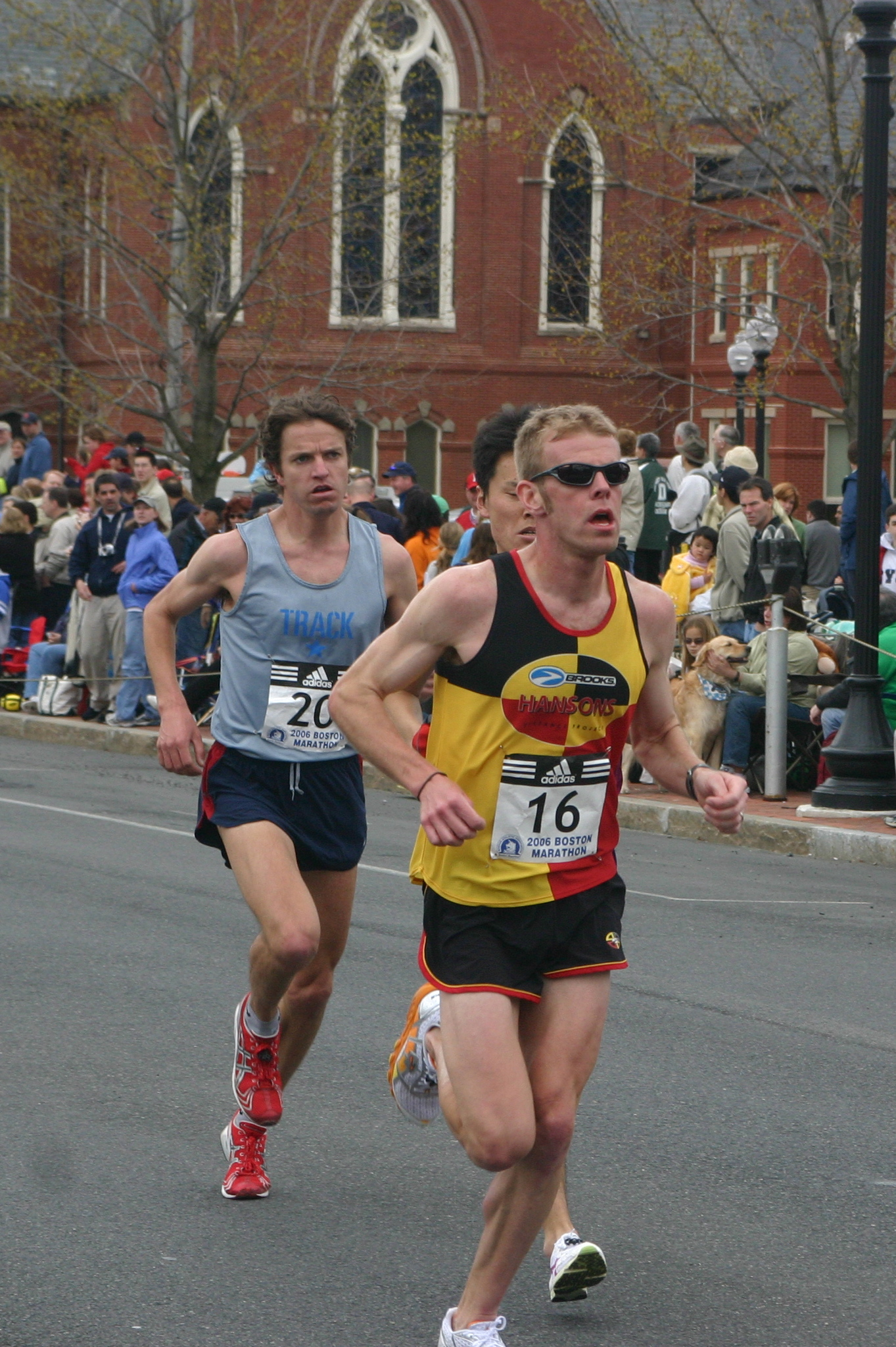
Brian Sell (gelb-schwarzes Trikot) – Rang 22
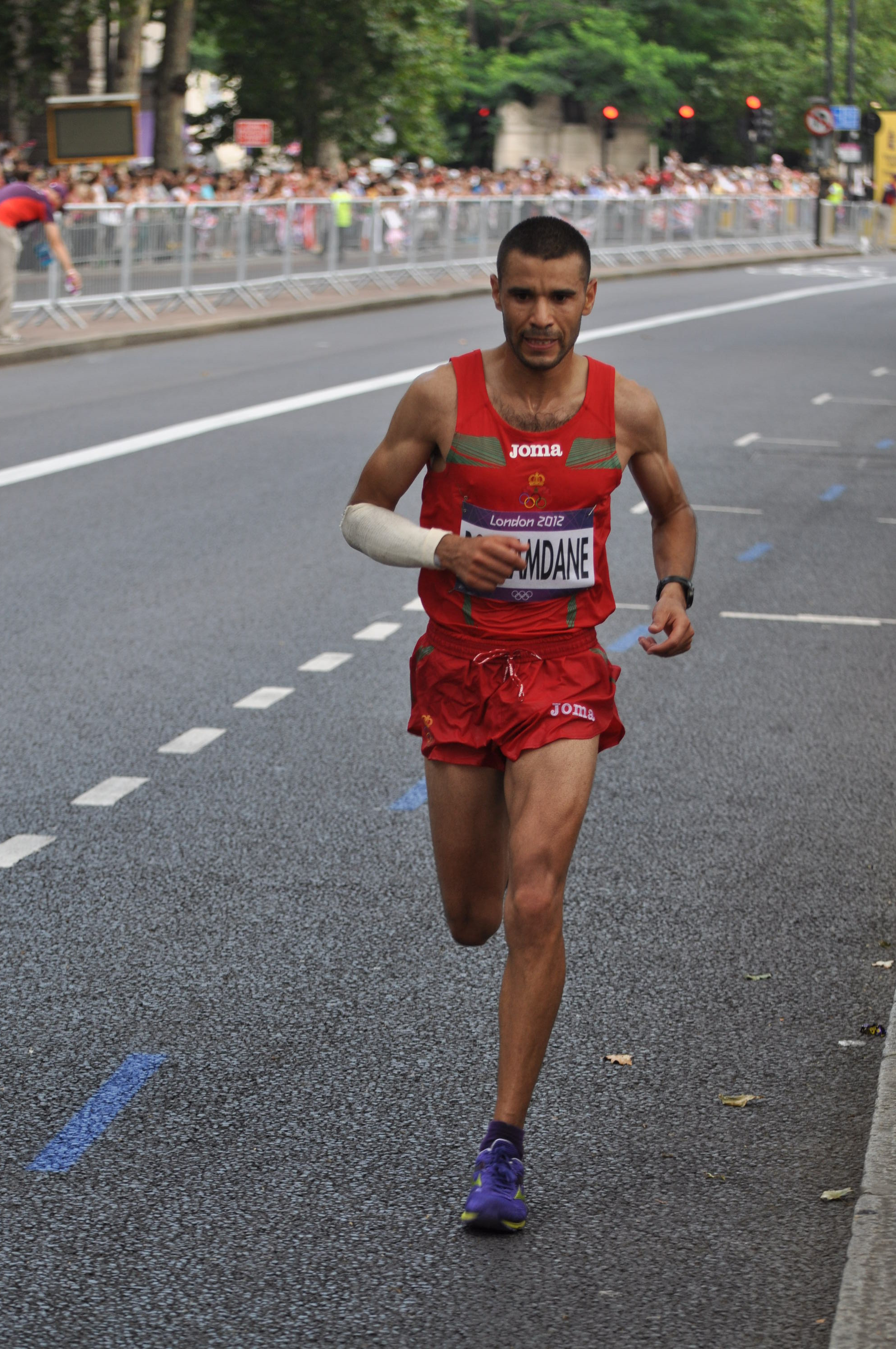
Abderrahime Bouramdane – Rang 26
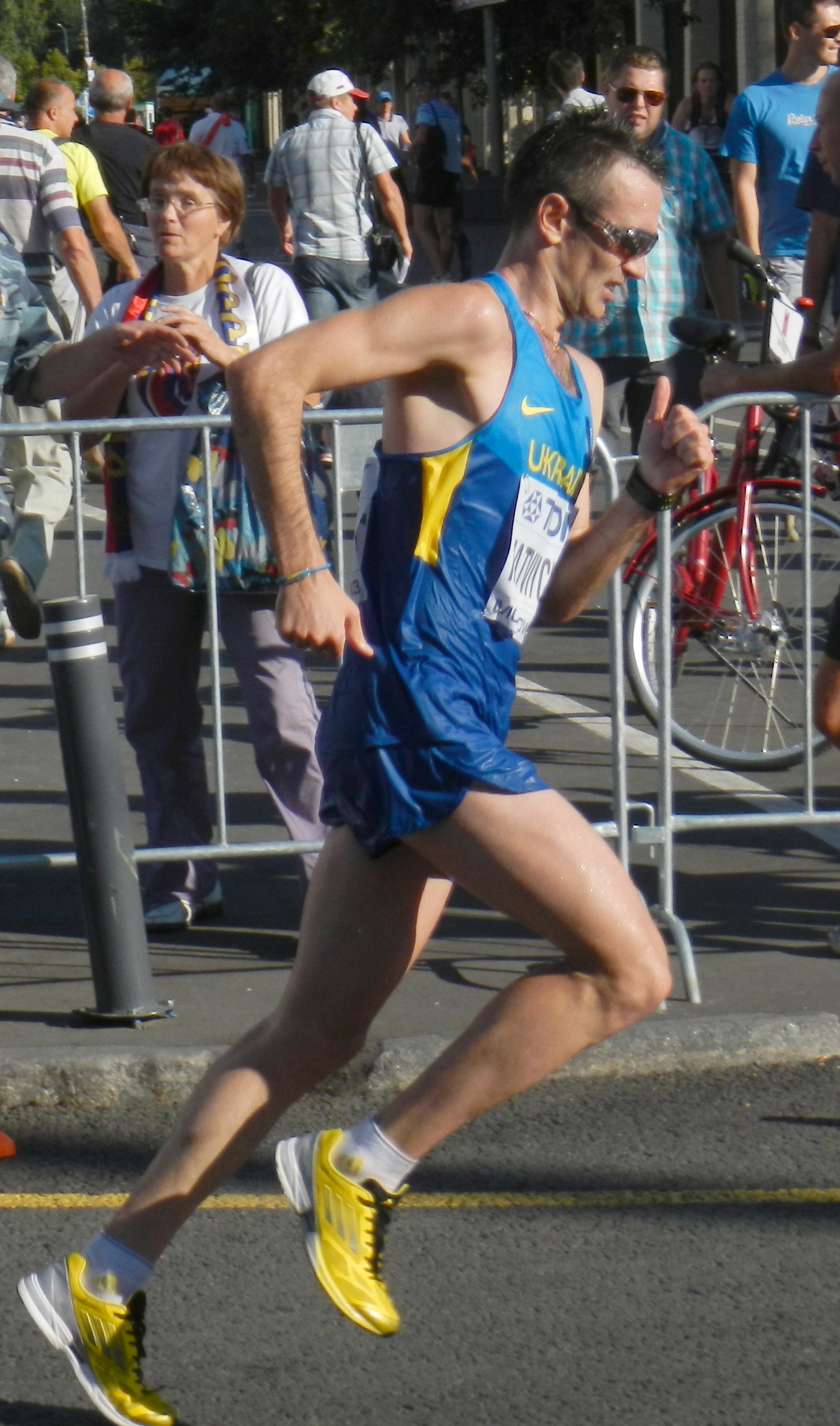
Wassyl Matwijtschuk – Rang 27
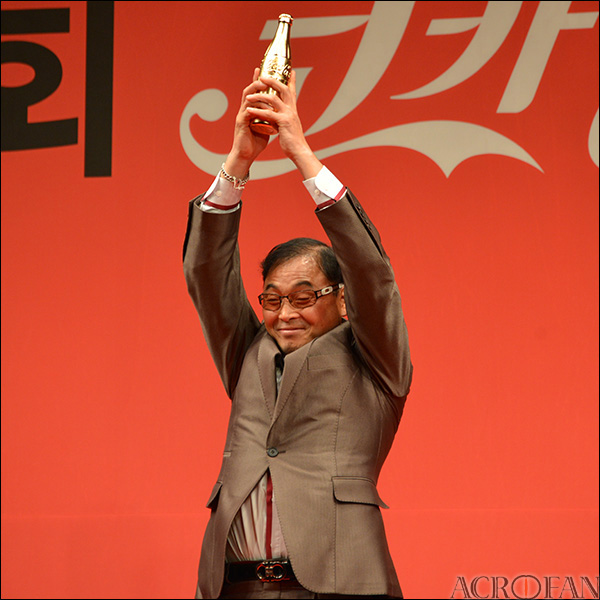
Lee Bong-ju, 1996 Olympiazweiter, kam auf den 28. Platz
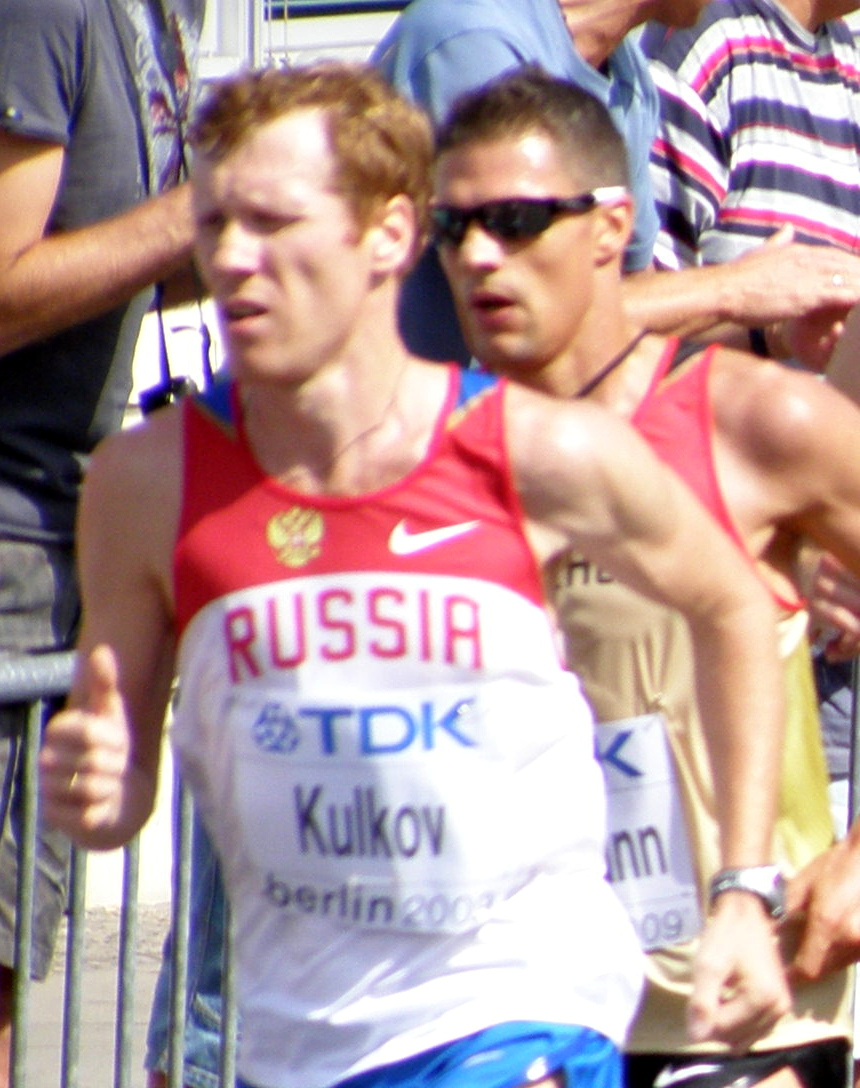
Oleg Kulkow – Rang 29
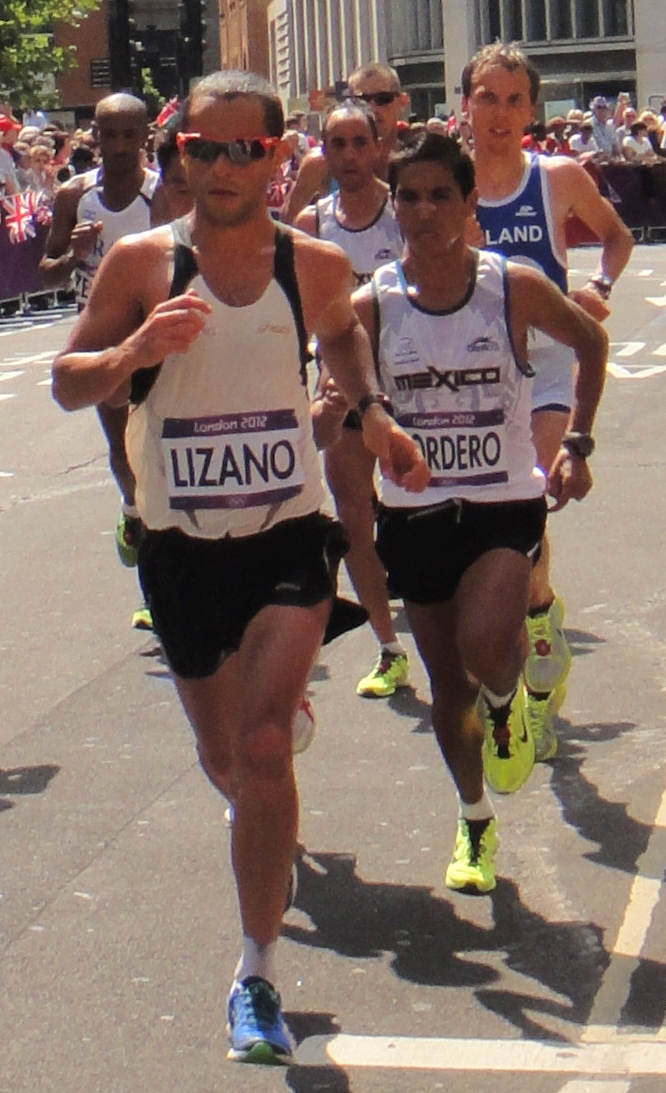
Carlos Cordero (hier im London-Marathon 2012 an Position zwei) – Rang dreißig
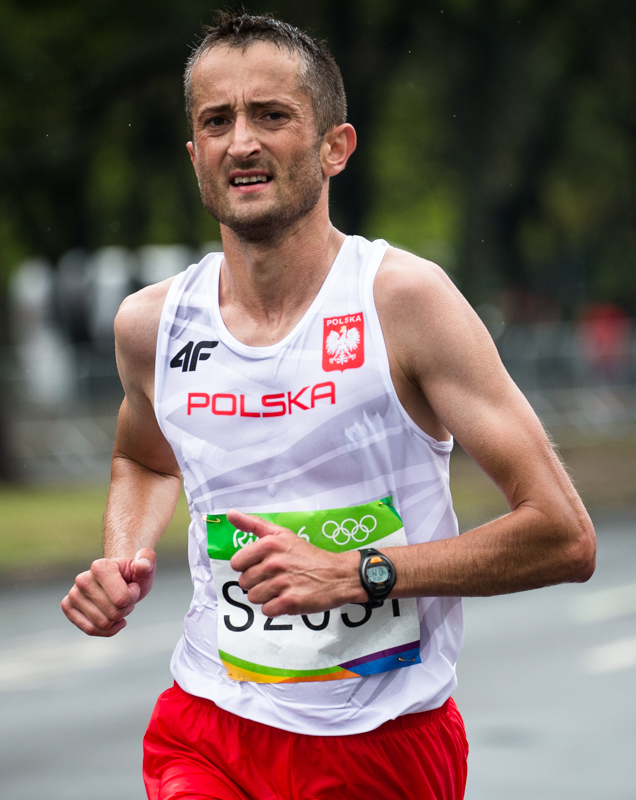
Henryk Szost – Rang 34
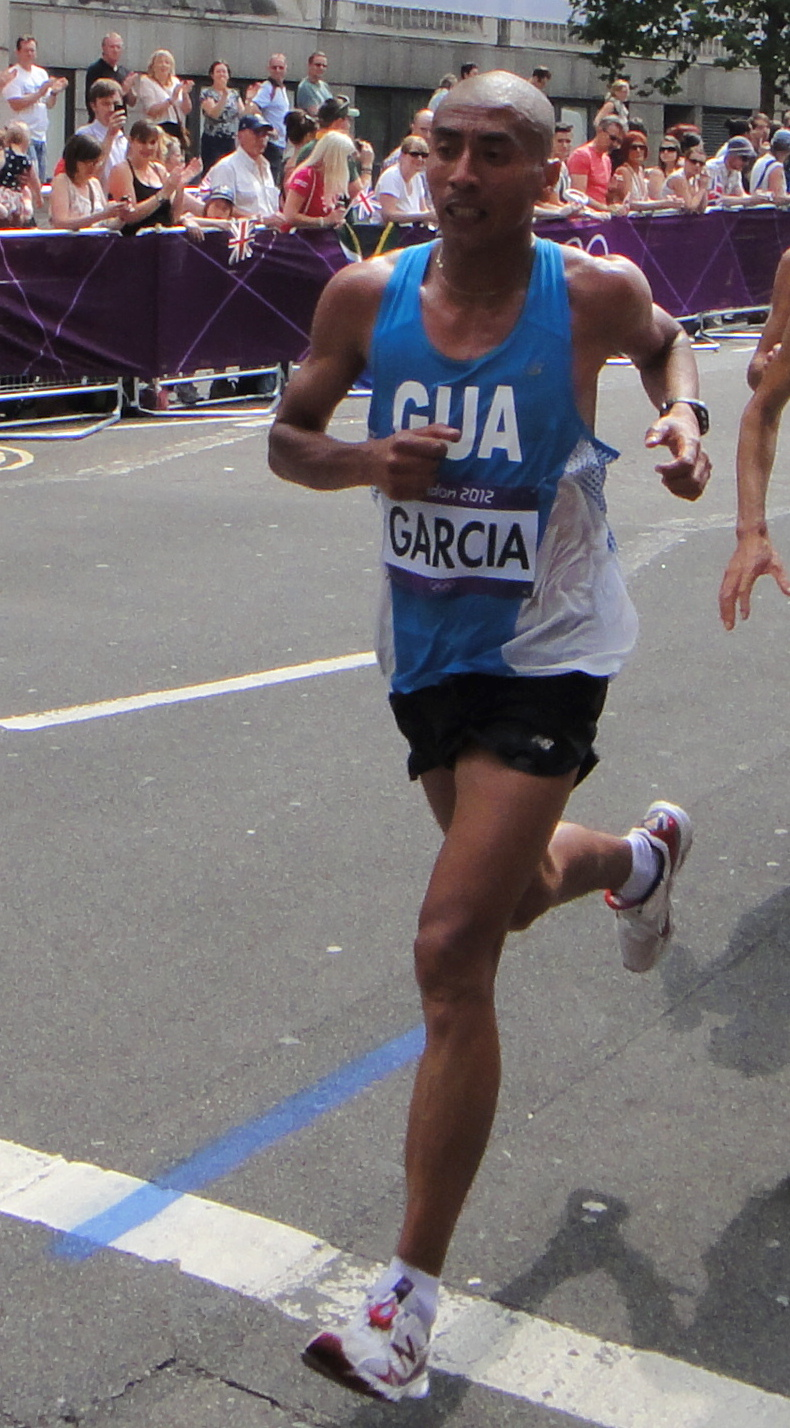
José Amado García – Rang 35
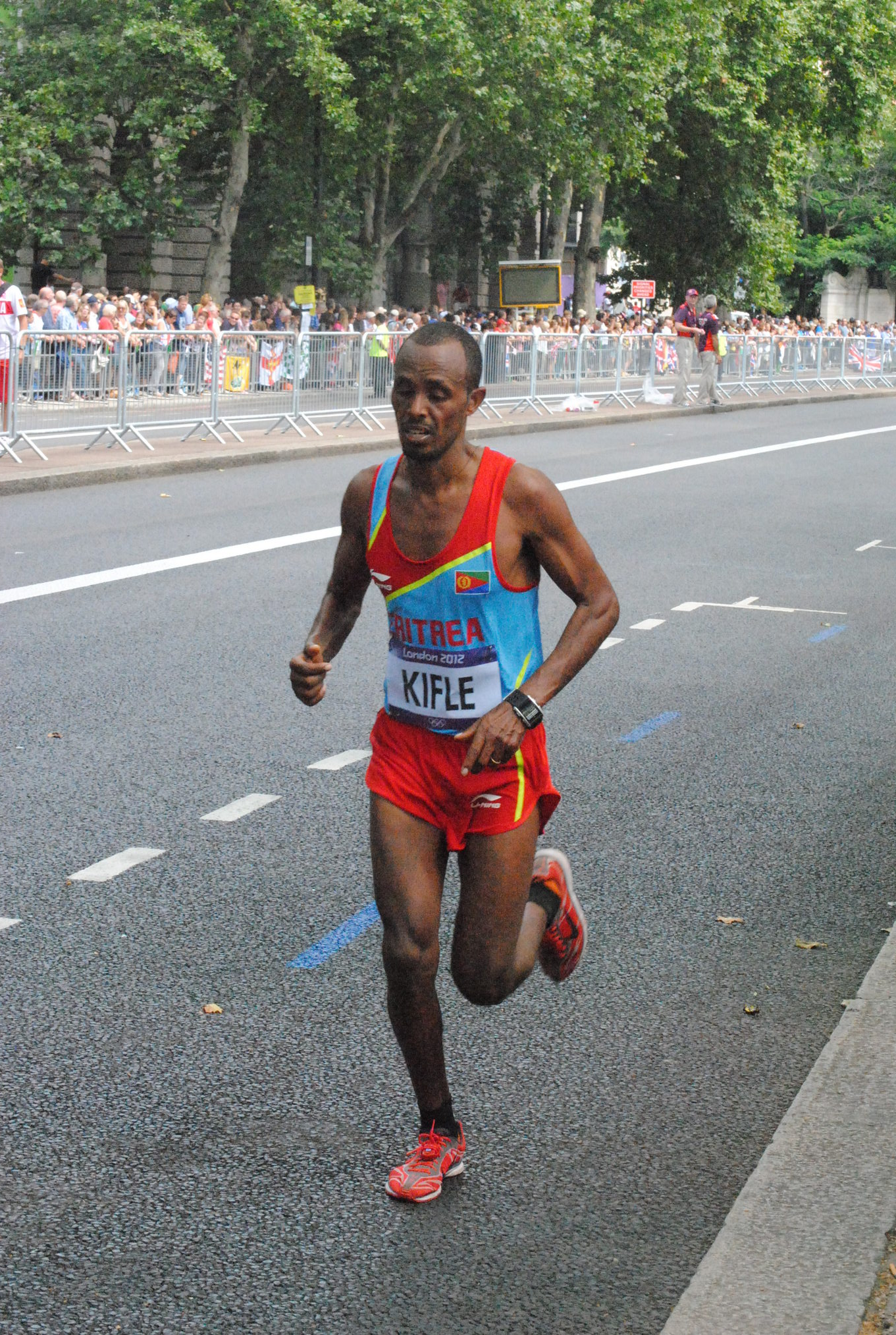
Yonas Kifle – Rang 36
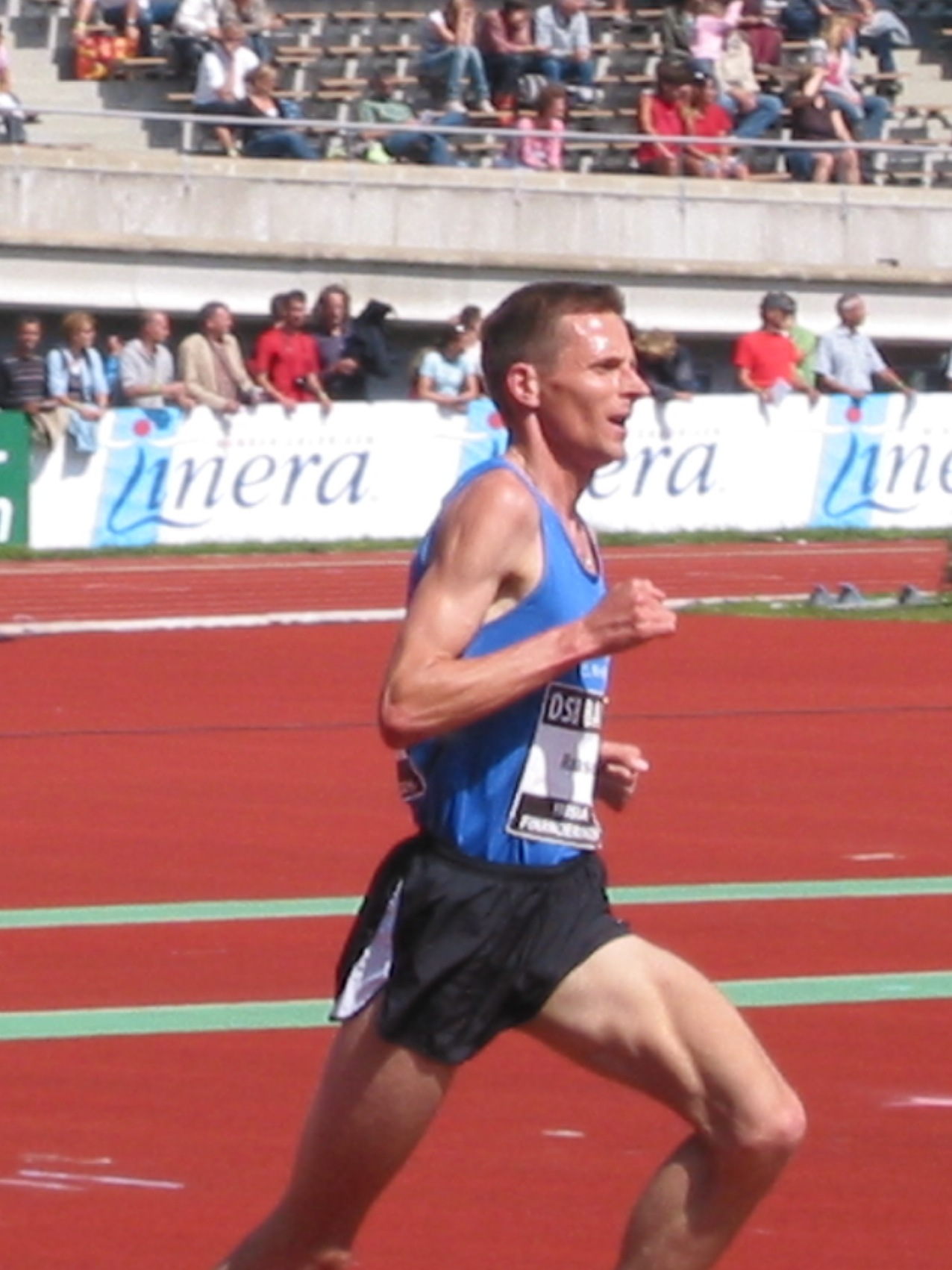
Kamiel Maase – Rang 39
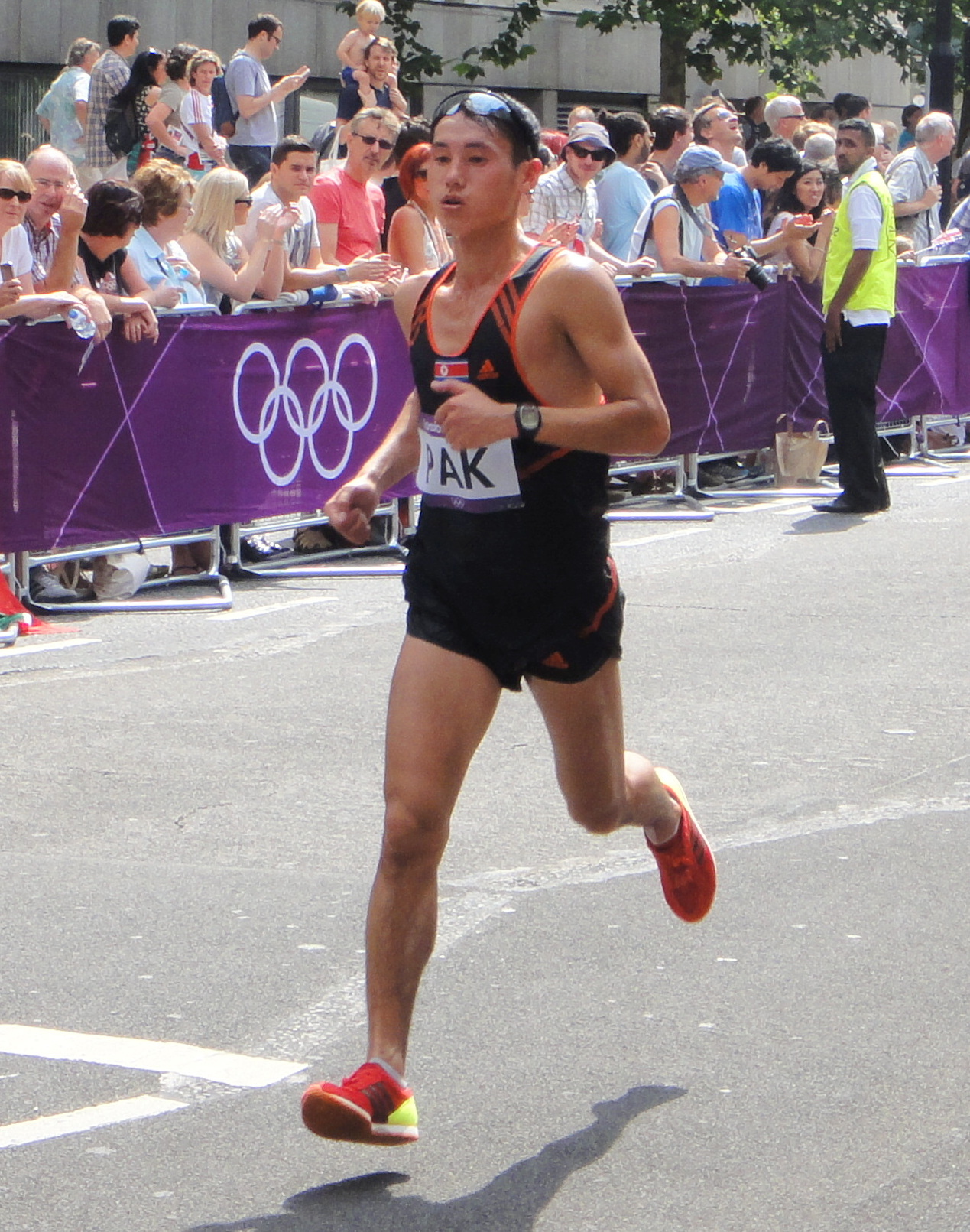
Pak Song-chol – Rang vierzig
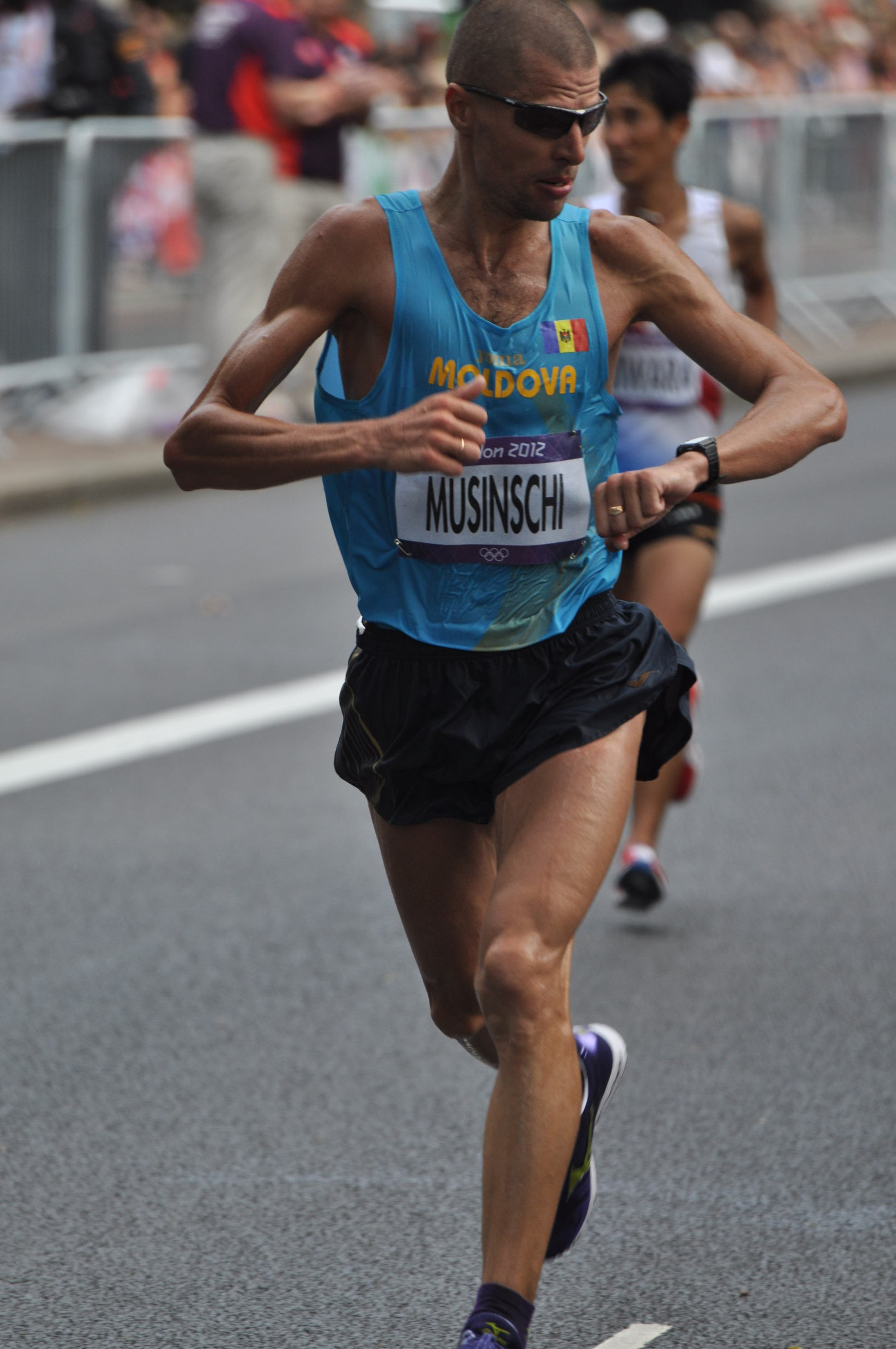
Iaroslav Mușinschi – Rang 41
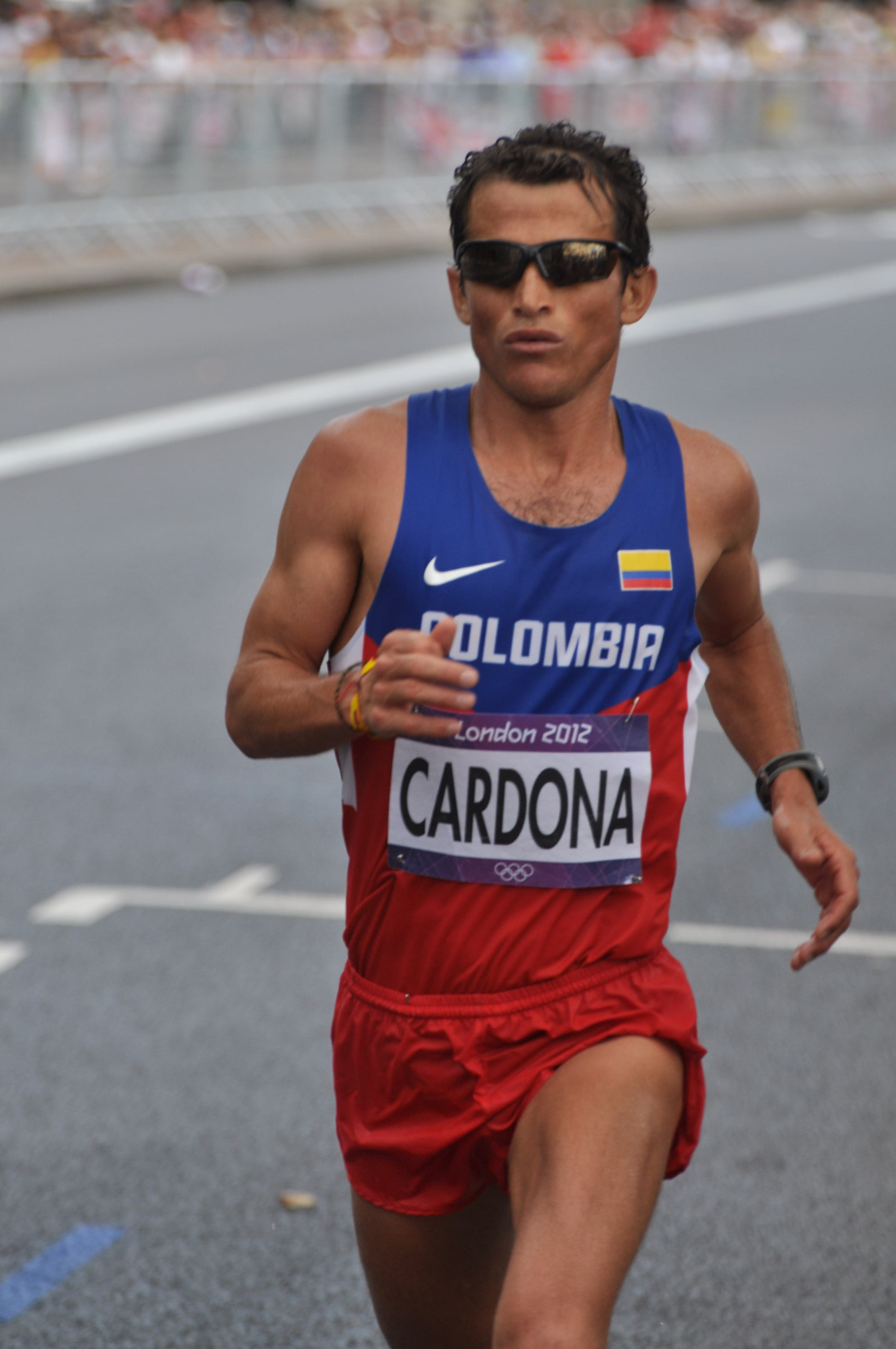
Juan Carlos Cardona – Rang 43
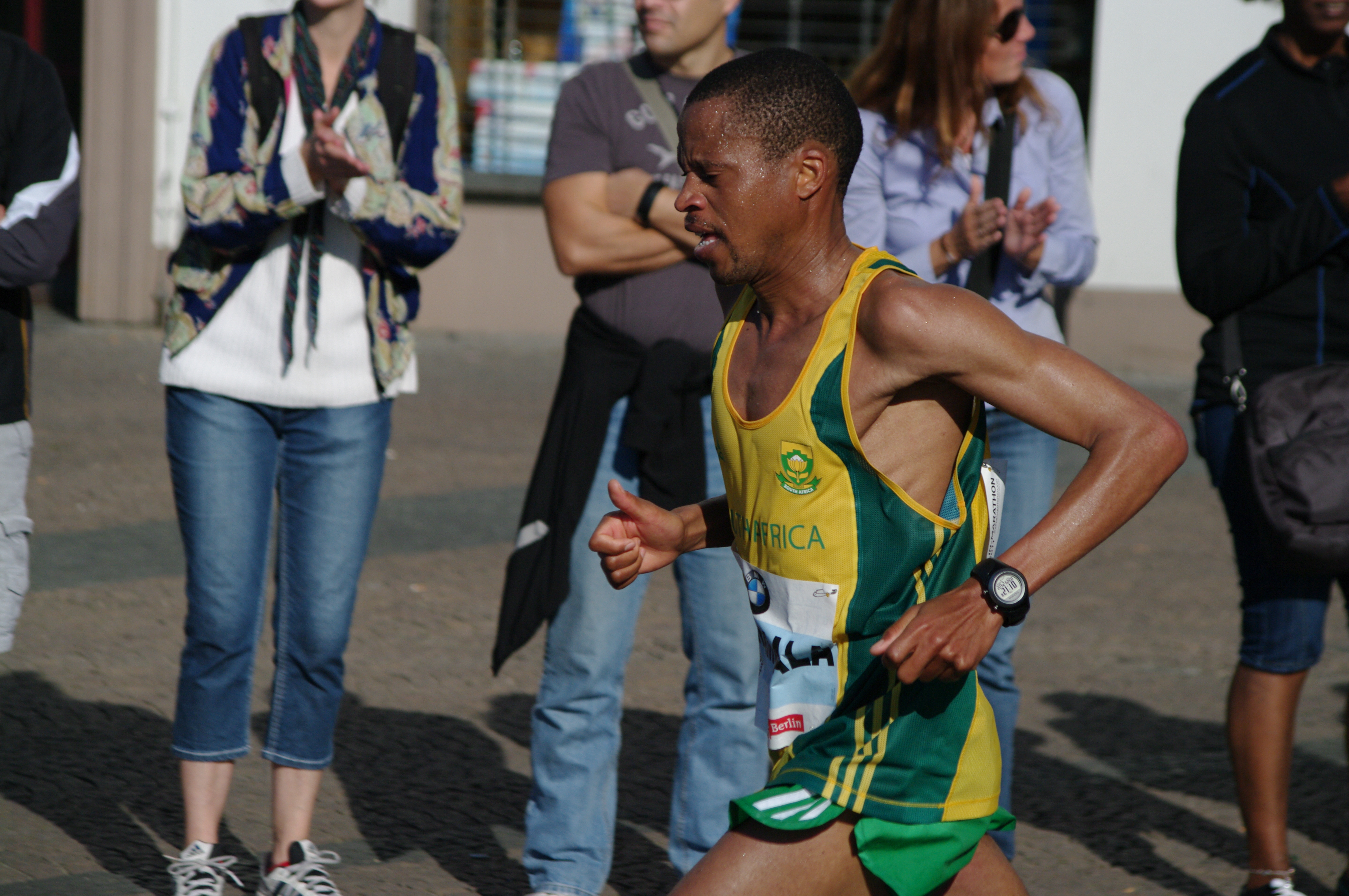
Hendrick Ramaala – Rang 44
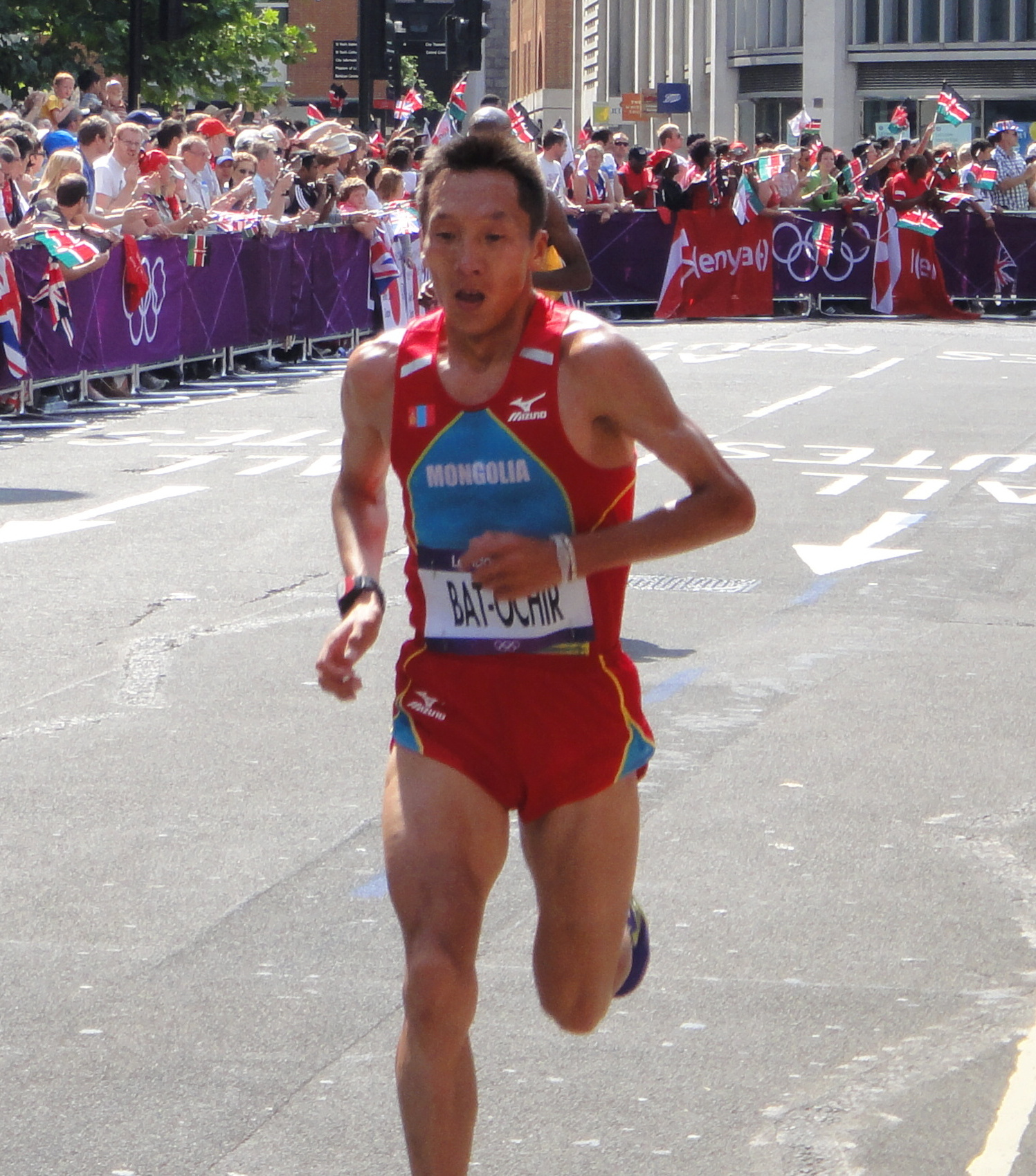
Bat-Otschiryn Ser-Od – Rang 52
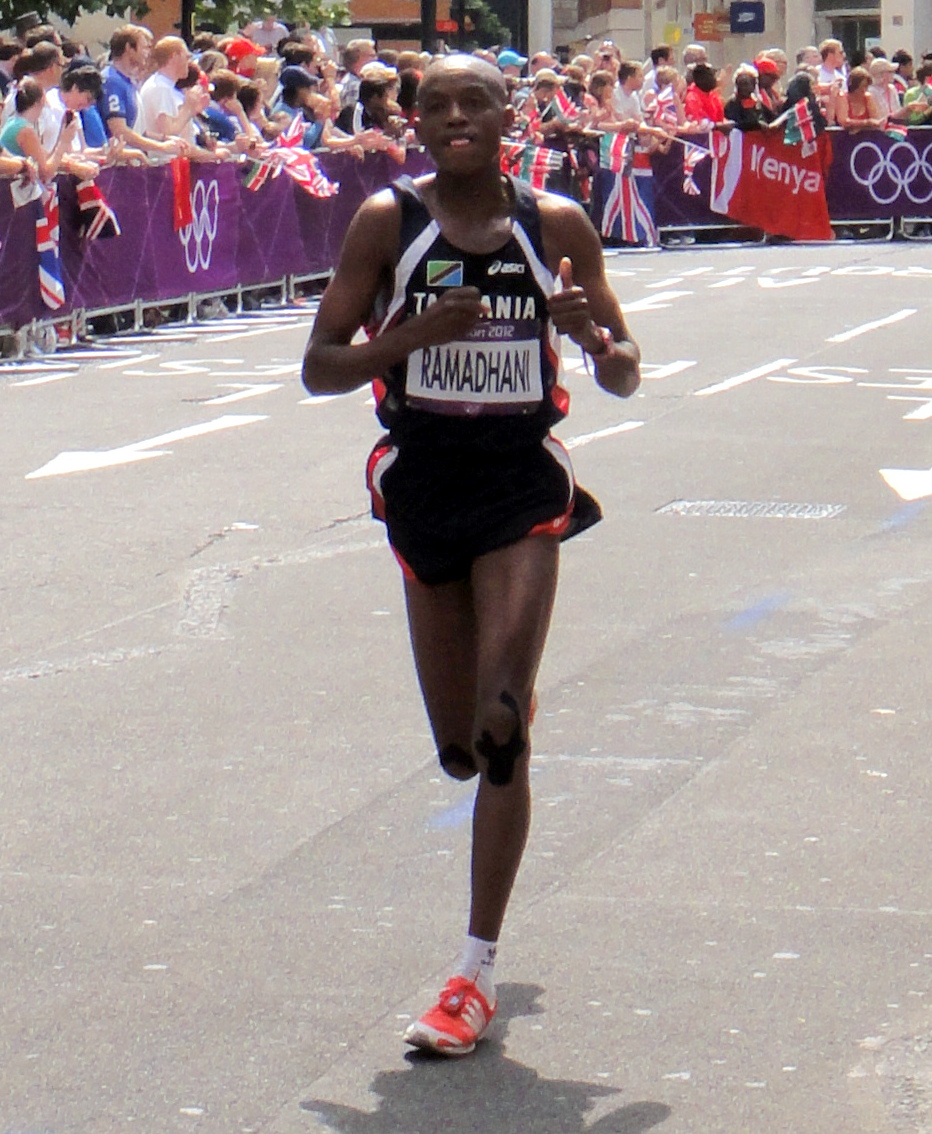
Samson Ramadhani – Rang 55
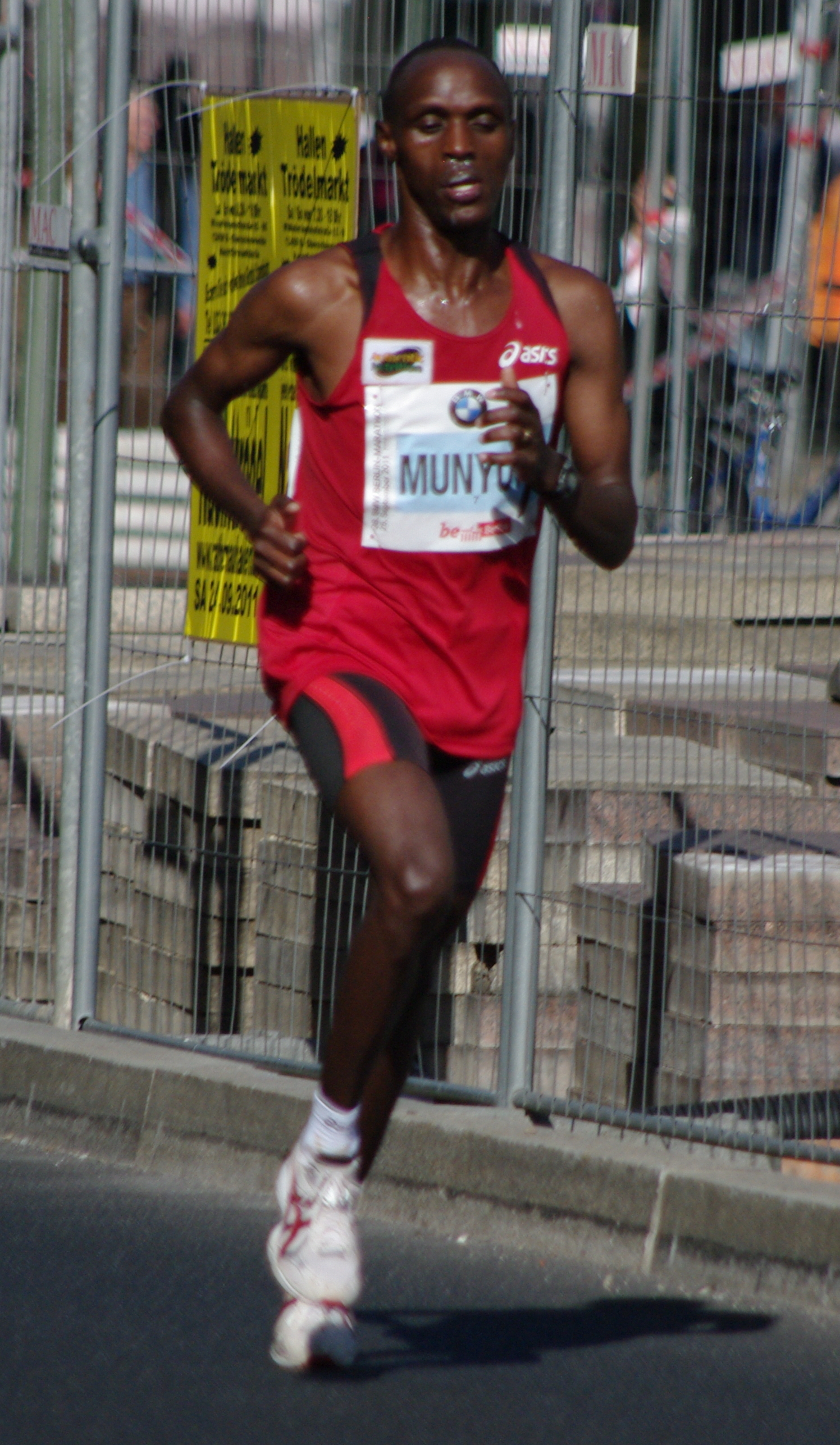
Simon Munyutu – Rang 57
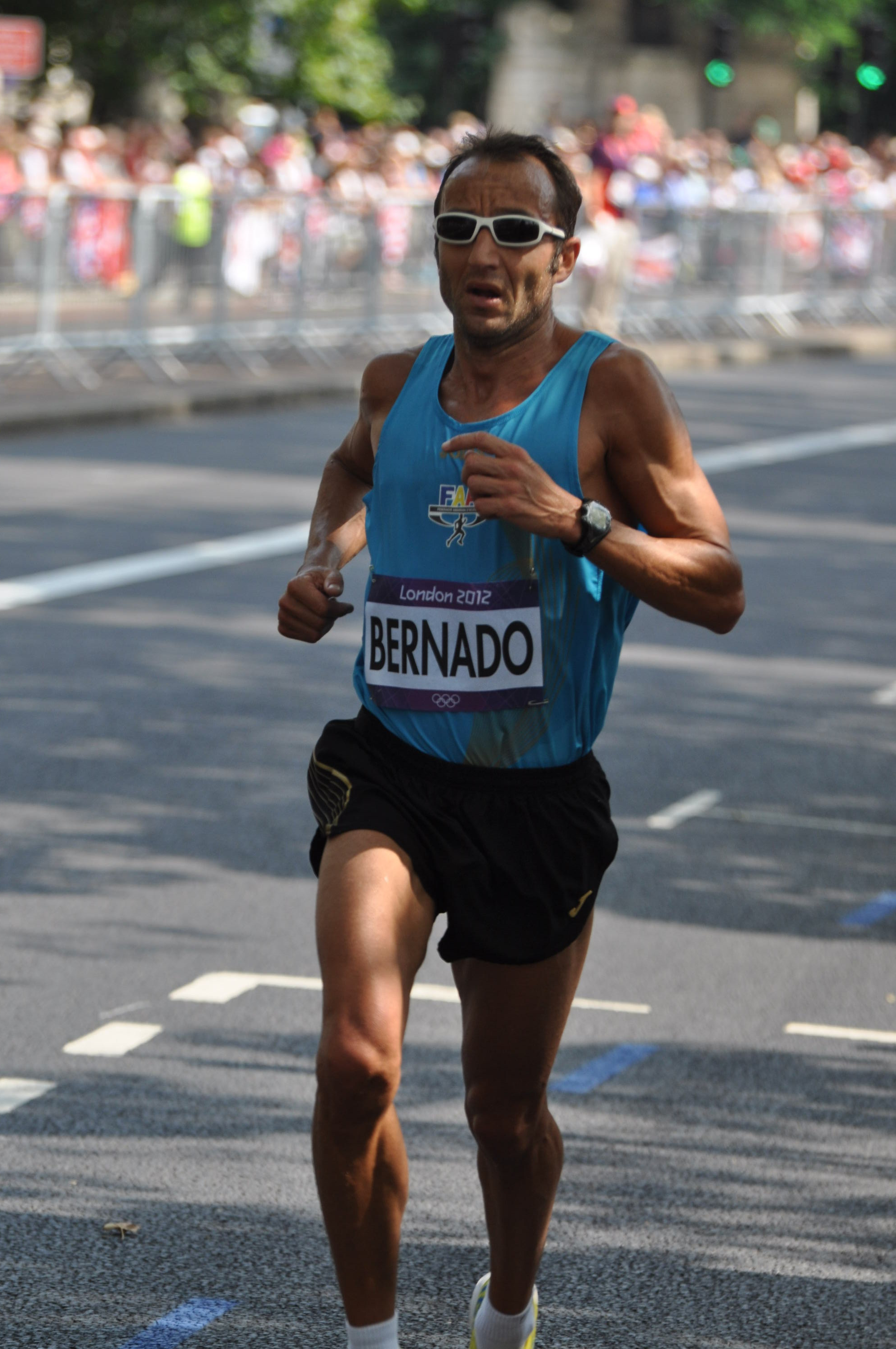
Antoni Bernadó – Rang 58
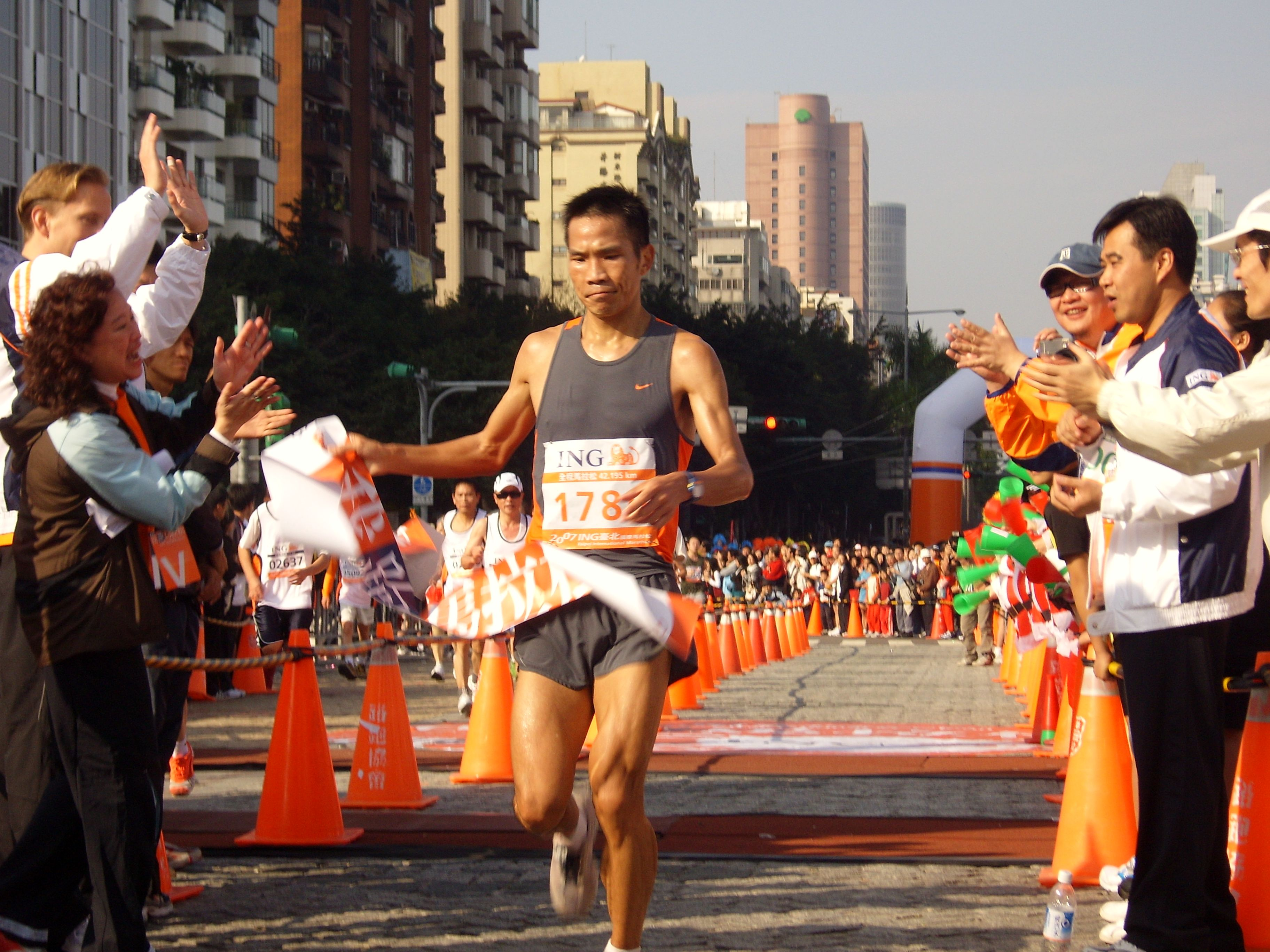
Wu Wen-Chien – Rang 59
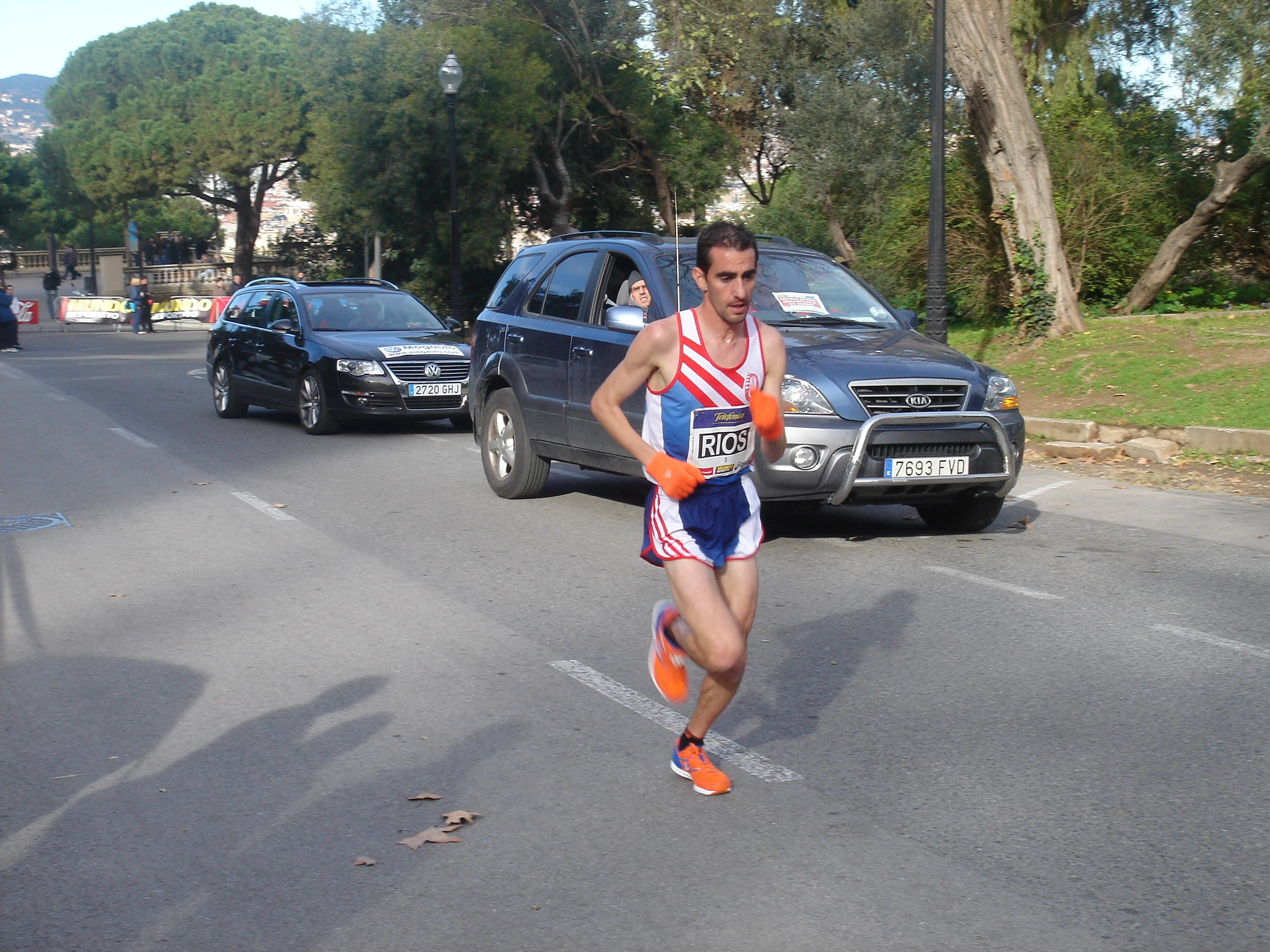
José Ríos – Rang 72
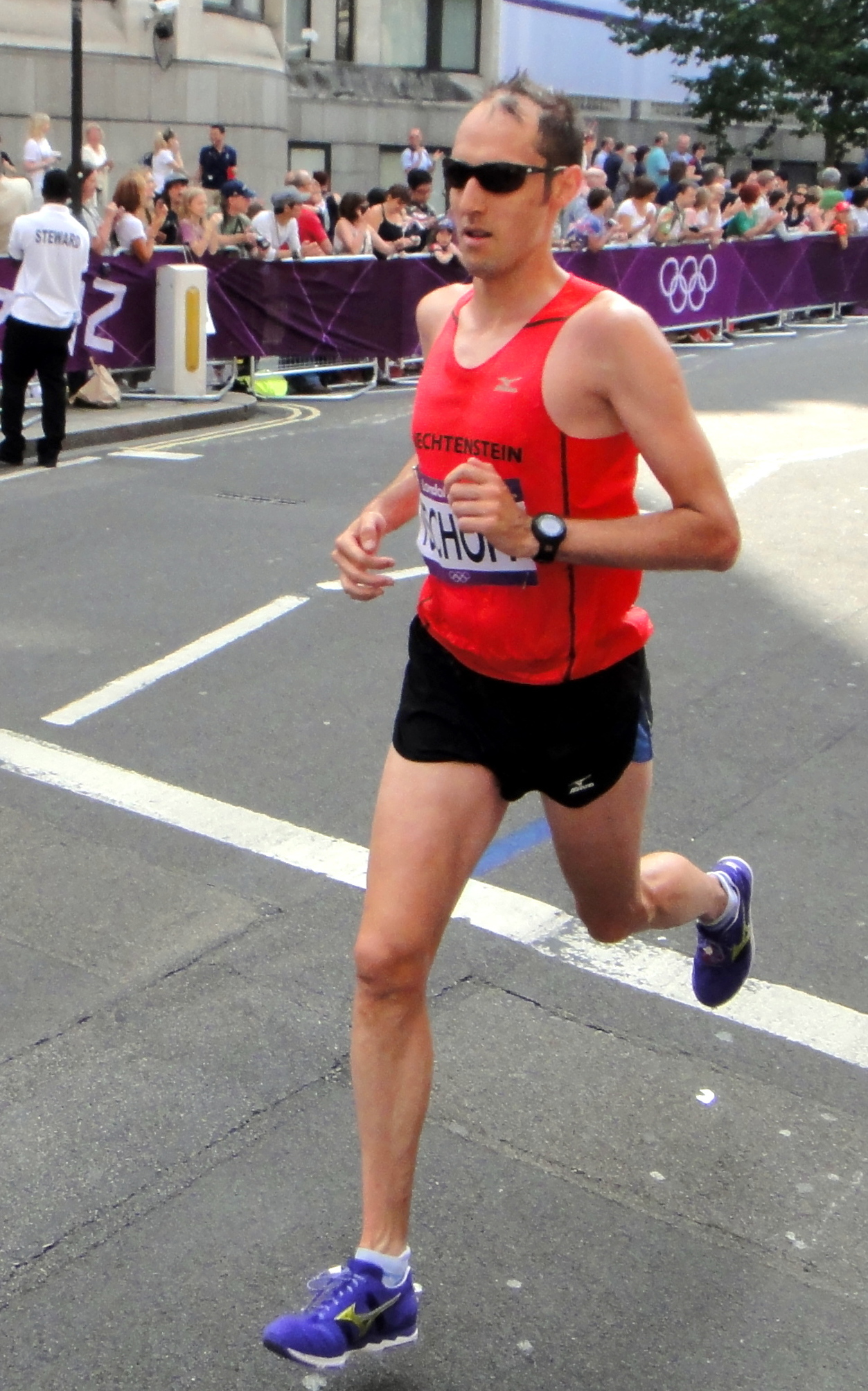
Marcel Tschopp – Rang 74
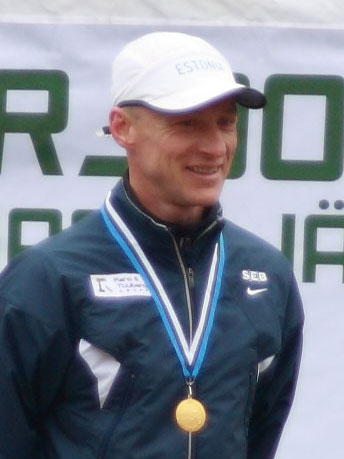
Pavel Loskutov – Rang 75
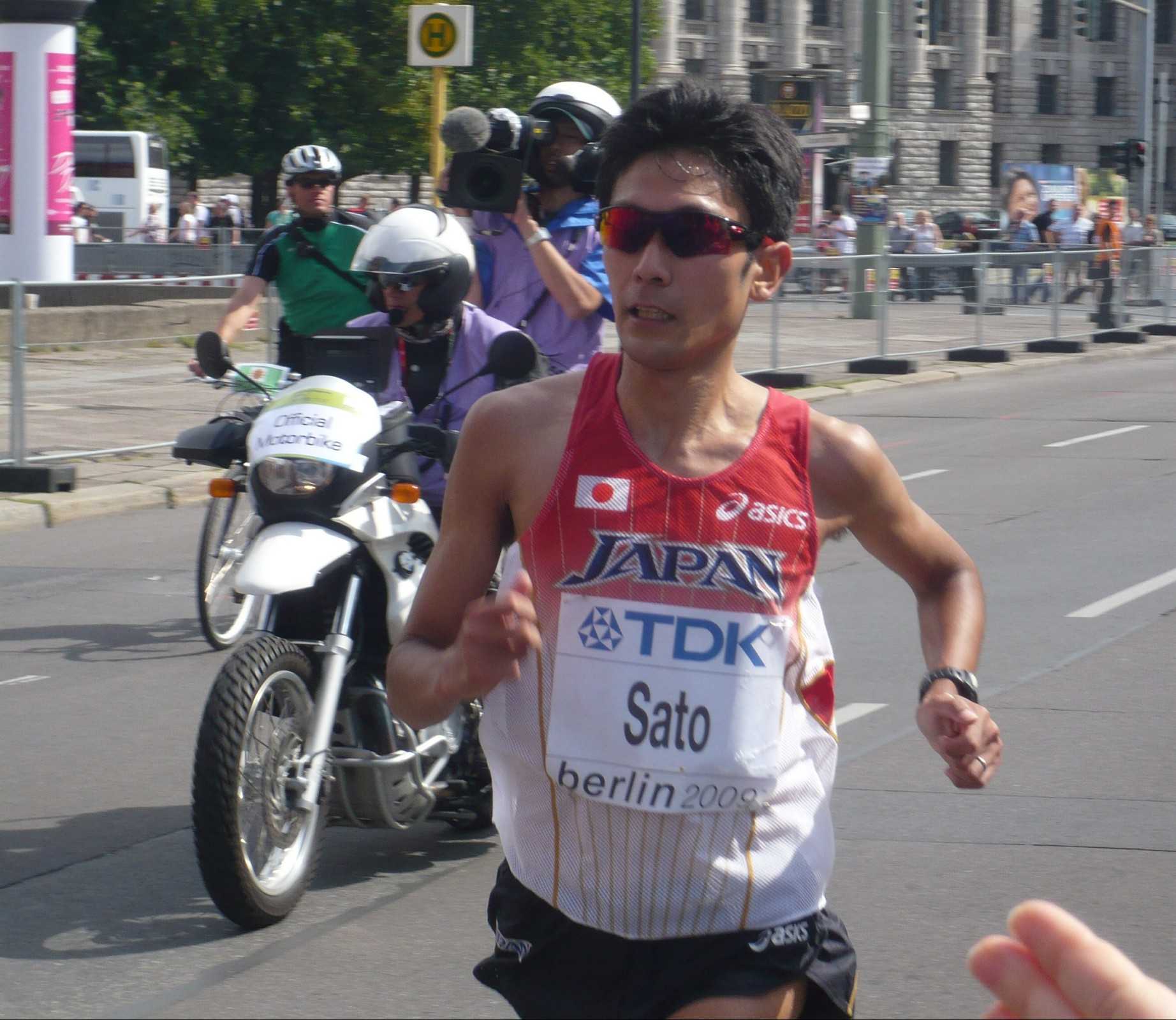
Atsushi Satō – Rang 76
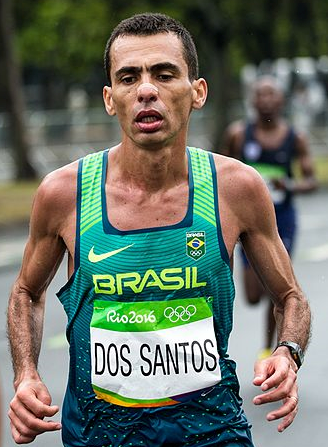
Marílson dos Santos – Rennen vorzeitig beendet
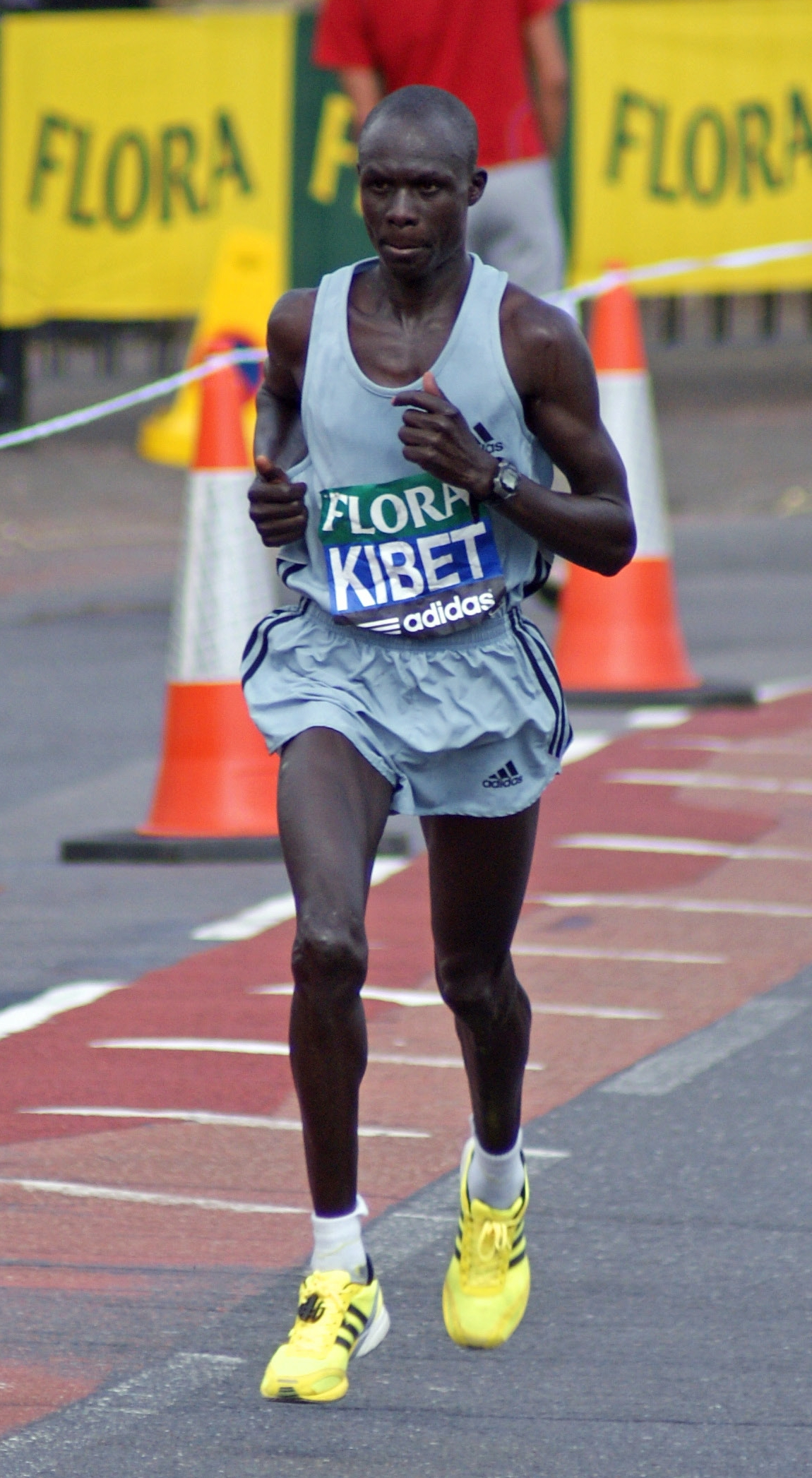
Luke Kibet Bowen – Rennen vorzeitig beendet
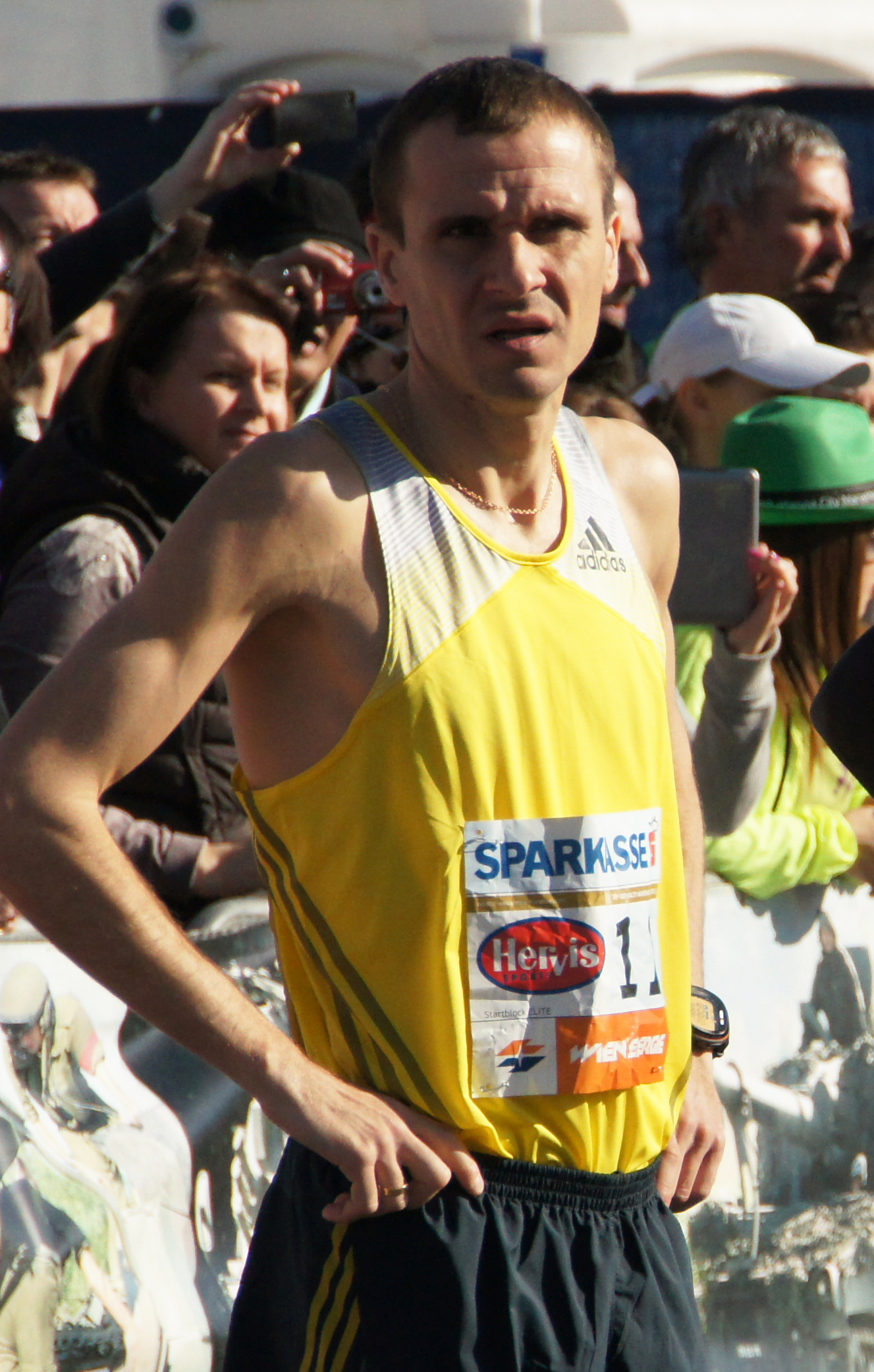
Oleksandr Sitkowskyj – Rennen vorzeitig beendet
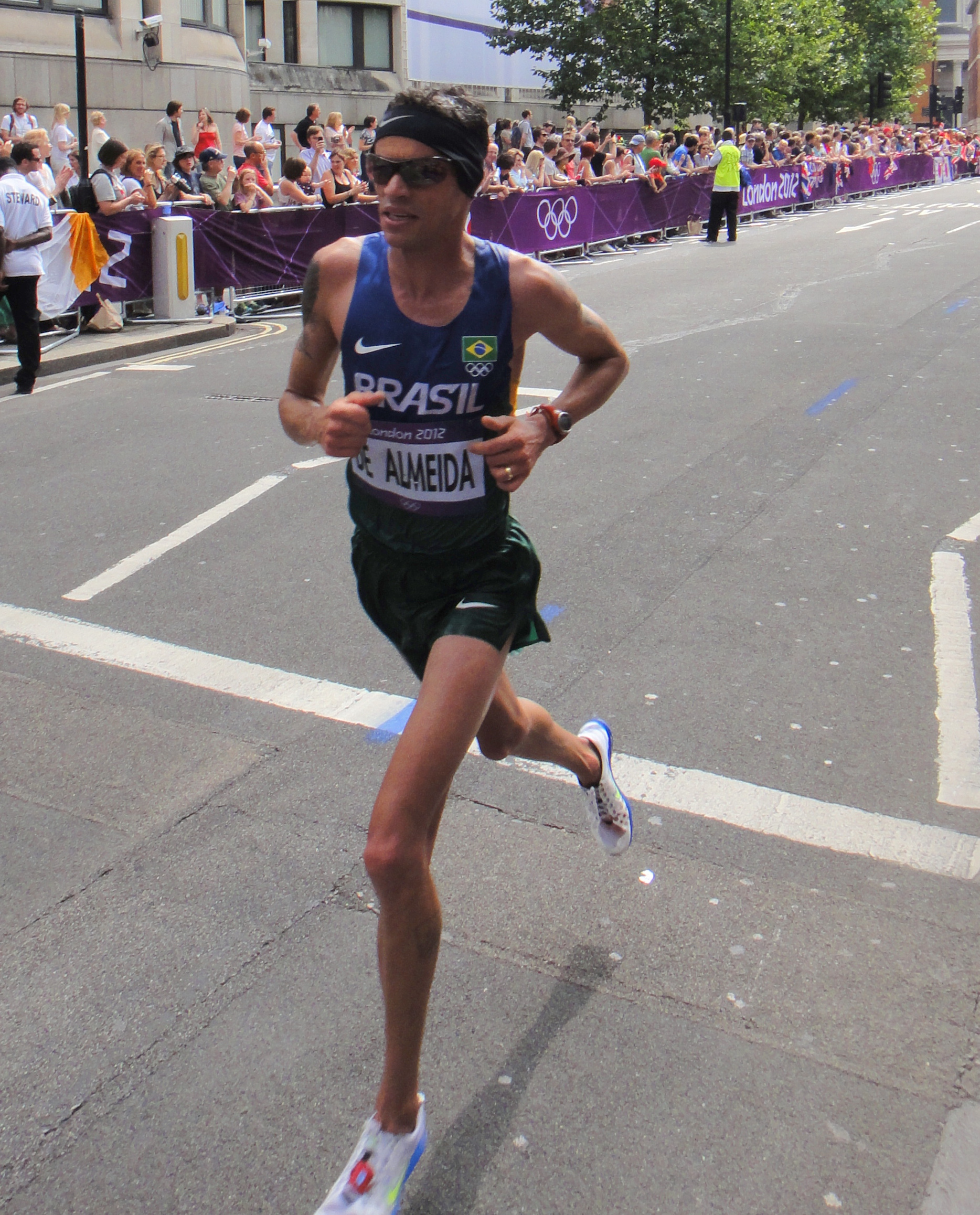
Franck de Almeida – Rennen vorzeitig beendet
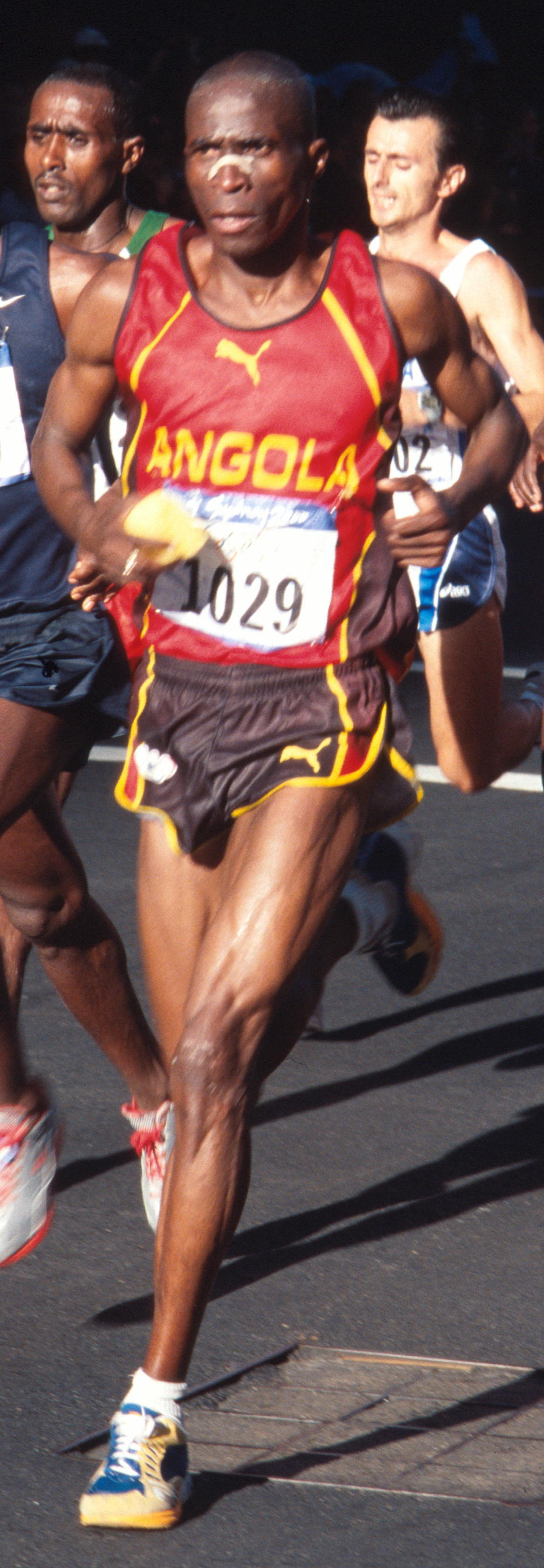
João N’Tyamba – Rennen vorzeitig beendet

## Videolinks
- Men's Marathon, World Athletics Championships Beijing 2015, youtube.com, abgerufen am 5. März 2022
- Athletics - Men's Marathon - Beijing 2008 Summer Olympic Games, youtube.com, abgerufen am 5. März 2022